# Lista de exónimos em língua portuguesa
Esta é uma lista de exônimos (português brasileiro) ou exónimos (português europeu) com a sua designação em língua portuguesa e as respectivas formas originais.

## Abecásia
Аҧсны / Apsny (abecásio); Абхазия / Abkhaziya (russo)
- Alta Abecásia — Аҧсны хыхьтəи / Apsny khykh'twi
- Cáucaso — Кавказ / Kavkaz
- Negro, Mar — Амшын Еиқәа / Amchyn Eikea
- Nova Atos — Афон Ҿыц / Afon Tshyts
- Sucúmi/Sucumi — Аҟəа / Aqwa

## Acrotíri e Decelia/Deceleia
Akrotiri and Dekhelia (inglês); Ακρωτήρι και Δεκέλεια / Akrotíri kai Dhekéleia (grego); Ağrotur ve Dikelya (turco)
- Episcópi, Acantonamento de — Episkopi Cantonment (inglês); Επισκοπή / Episkopí (grego); Yalova (turco)

## Afeganistão
افغانستان / Afghanestan (pastó/dári)
- Amu Dária — د آمو سيند‎ / da Āmú Sínd (pastó)
- Badaquistão/Badaquichã — بدخشان / Badakhshan (dári/persa)
- Balque — بلخ / Balkh (pastó/dári);
- Baluchistão/Baluquistão/Balochistão — بلوچستان / Balochistan (balóchi)
- Cabul — کابل / Kābəl‎ (pastó); کابل / Kābol‎ (dári)
- Cabul, Rio — کابل / Kābəl‎ (pastó); کابل / Kābol‎ (dári)
- Candaar — کندهار‎ / Kandahār (pastó); قندهار / Qandahār (dári)
- Hérat — هرات / Herat
- Indocuche — هندوکش‎ / Hindū Kūsh (pastó/persa/urdu)
- Jalalabade — جلال‌آباد / Jalālābād (persa)
- Nuristão — نورستان / Nūrestān (persa)
- Registão, Deserto do — ریگستان / Registan
- Vaziristão — وزیرستان / Waziristan (pastó)

## África do Sul
South Africa (inglês); Suid-Afrika (africâner); iNingizimu Afrika (zulo); uMzantsi Afrika (cosa); Afrika-Borwa (soto do norte); Afrika Borwa (soto); Aforika Borwa (tsuana); Afurika Tshipembe (venda); Afrika Dzonga (tsonga); iNingizimu Afrika (suázi); iSewula Afrika (ndebele)
- Blumefontaina — Bloemfontein (inglês/africâner); Manguang (soto)
- Bofutatsuana — Bophuthatswana (tsuana/inglês/africâner)
- Bushmanlândia — Bushmanland (inglês)
- Cabo da Boa Esperança — Cape of Good Hope (inglês); Kaap van Goeie Hoop (africâner)
- Cabo, Península do — Cape Peninsula (inglês); Kaapse Skiereiland (africâner)
- Cabo Ocidental — Western Cape
- Cabo Oriental — Eastern Cape
- Cabo Setentrional — Northern Cape
- Calaári, Deserto do — Kalahari Desert (inglês); Kalahari-woestyn (africâner)
- Cidade do Cabo — Cape Town (inglês); Kaapstad (africâner); iKapa (cosa)
- Cisquei — Ciskei (inglês/africâner/cosa)
- Durbã — Durban
- Estado Livre — Free State (inglês); Vrystaat (africâner)
- Grande Escarpa — Great Escarpment
- Griqualândia — Griqualand
- Griqualândia Ocidental — Griqualand West
- Griqualândia Oriental — Griqualand East
- Joanesburgo — Johannesburg (inglês/africâner)
- Orânia — Orania (inglês)
- Libombos, Montes — Lebombo/Lubumbo Mountains
- Magaliesburgo — Magaliesburg (inglês/africâner)
- Namaqualândia — Namaqualand (inglês); Namakwaland (africâner)
- Noroeste — Northwest
- Pietermaritzburgo — Pietermaritzburg (inglês/africâner); umGungundlovu (zulo)
- Pietersburgo — Polokwane (oficial; soto do norte); Pietersburg (inglês/africâner)
- Porto Elizabeth — Port Elizabeth/The Bay (inglês); Bhayi (zulo); iBhayi (cosa); Die Baai (africâner)
- Pretória — Pretoria (inglês/africâner); iPitoli (zulo/cosa/suázi/ndebele); Pitori (tsonga); Tshwane (soto do norte/soto/tsuana); Tswane (venda)
- Príncipe Eduardo, Ilhas do — Prince Edward Islands
- Rustemburgo — Rustenburg (inglês/africâner)
- Transquei — Transkei (inglês/africâner/cosa/sesoto)
- Transval — Transvaal (inglês/africâner)

## Albânia
Shqipëria
- Ácrida, Lago de — Liqeni i Ohrit
- Cariza — Korçë
- Durazo — Durrës
- Escutári/Escodra — Shköder
- Tirana — Tiranë
- Valona — Vlorë

## Alanda
Åland (sueco); Ahvenanmaa (finlandês)

## Alemanha
Deutschland
- Abensberga - Abensberg
- Alemã, Baía - Deutsche Bucht
- Algóvia - Allgäu
- Algóvia Oriental - Ostallgäu
- Algóvia Ocidental - Westallgäu
- Alpes - Alb
- Alpes-Danúbio - Alb-Donau
- Alpes de Zollern, Distrito dos - Zollernalbkreis
- Alpes Orientais, Distrito dos - Ostalbkreis
- Alta Algóvia - Oberallgäu
- Alta Baviera - Oberbayern
- Alta Floresta do Espreia-Lusácia - Oberspreewald-Lausitz
- Alta Francónia - Oberfranken
- Alta Lusácia - Oberlausitz
- Alta Lusácia Baixo-Silesiana, Distrito da - Niederschlesischer Oberlausitzkreis
- Alta Sauerlândia, Distrito da - Hochsauerlandkreis
- Alta Silésia Oriental - Ostoberschlesien
- Alta Suábia - Oberschwaben
- Altemburgo - Altenburg
- Altemburgo, Terra de - Altenburger Land
- Alto Berg, Distrito do - Oberbergischer Kreis
- Alto Hável - Oberhavel
- Áltona - Altona
- Alto Palatinado - Oberpfalz
- Alto Reno - Hochrhein
- Alto Taunus, Distrito do - Hochtaunuskreis
- Alzey-Vórmia/Alzeu-Vormácia - Alzey-Worms
- Amberga - Amberg
- Amisia - Ems
- Aschafemburgo - Aschaffenburg
- Aschafemburgo, Distrito Rural de - Landkreis Aschaffenburg
- Augsburgo/Ausburgo - Augsburg
- Augsburgo/Ausburgo, Distrito Rural de - Landkreis Augsburg
- Aquisgrão/Aquisgrano - Aachen (alemão), Aix-la-Chapelle (francês)
- Aquisgrão/Aquisgrano, Distrito de - Kreis Aachen
- Bade - Baden
- Bade do Sul - Südbaden
- Bade-Vurtemberga - Baden-Württemberg
- Baixa Algóvia - Unterallgäu
- Baixa Baviera - Niederbayern
- Baixa Francónia / Baixa Francônia (Brasil) - Unterfranken
- Baixa Lusácia - Niederlausitz
- Baixa Saxónia - Niedersachsen
- Baixa Suábia - Niederschwaben/Unterschwaben
- Baixo Reno - Niederrhein
- Báltico, Mar - Ostsee
- Bamberga - Bamberg
- Bamberga, Distrito Rural de - Landkreis Bamberg
- Batemberga - Battenberg
- Bávara, Floresta - Bayerischer Wald
- Bávaro, Mar - Chiemsee
- Baviera - Bayern
- Bentheim, Condado de - Grafschaft Bentheim
- Berchtesgaden, Terra de - Berchtesgadener Land
- Berg Renano, Distrito do - Rheinisch-Bergischer Kreis
- Berlim - Berlin
- Berneburgo - Bernburg
- Boémio, Massiço - Böhmische Masse/Böhmisches Massiv
- Bona  - Bonn[nota 1]
- Brandemburgo/Brandeburgo - Brandenburg
- Brandemburgo no Hável/Bandeburgo no Hável - Brandenburg an der Havel
- Bransvique/Brunsvique - Braunschweig
- Brema - Bremen
- Brisgóvia - Breisgau
- Brisgóvia-Alta Floresta Negra - Breisgau-Hochschwarzwald
- Burguenlândia, Distrito da - Burgenlandkreis
- Carlsrue - Karlsruhe
- Carlsrue, Região Administrativa de - Regierungsbezirk Karlsruhe
- Centrais, Terras Altas - Mittelgebirge
- Charlotemburgo - Charlottenburg
- Charlotemburgo-Norte - Charlottenburg-Nord
- Charlotemburgo-Wilmersdorf - Charlottenburg-Wilmersdorf
- Charneca, Distrito da - Heidekreis
- Chemnitz, Terra de - Chemnitzer Land
- Cleves - Kleve
- Cleves, Distrito de - Kreis Kleve
- Clopemburgo - Cloppenburg
- Clopemburgo, Distrito Rural de - Landkreis Cloppenburg
- Coblença - Koblenz (alemão), Coblence (francês)
- Coburgo - Coburg
- Coburgo, Distrito Rural de - Landkreis Coburg
- Colónia / Colônia (Brasil) - Köln
- Colónia / Colônia (Brasil), Região Administrativa de - Regierungsbezirk Köln
- Conisberga - Königsberg
- Constança - Konstanz
- Constança, Distrito Rural de - Landkreis Konstanz
- Constança, Lago de - Bodensee
- Constança, Distrito do Lago de - Bodenseekreis
- Dahme-Floresta do Espreia - Dahme-Spreewald
- Danúbio - Donau
- Danúbio-Ries - Donau-Ries
- Darmestádio - Darmstadt
- Darmestádio-Dieburgo - Darmstadt-Dieburg
- Dessávia/Dessóvia - Dessau
- Dessávia-Rosslau/Dessóvia-Rosslau - Dessau-Roßlau
- Dominicanos, Ilha dos - Dominikanerinsel
- Donaverta - Donauwörth
- Donnersberg, Distrito do - Donnersbergkreis
- Dresda - Dresden
- Dresda, Região Administrativa de - Regierungsbezirk Dresden
- Duas Pontes (arcaico) - Zweibrücken
- Duisburgo - Duisburg
- Dusseldórfia - Düsseldorf
- Dusseldórfia, Região Administrativa de - Regierungsbezirk Düsseldorf
- Eifel Vulcânico - Vulkaneifel
- Elba - Elbe
- Elba-Elster - Elbe-Elster
- Elba, Montanhas de Arenito do - Elbsandsteingebirge
- Élbia Oriental - Ostelbien
- Erforte - Erfurt
- Eslavínia - Slawien
- Eslésvico - Schleswig
- Eslésvico-Flensburgo - Schleswig-Flensburg
- Eslésvico-Holsácia - Schleswig-Holstein
- Eslinga - Esslingen
- Esmalcalda - Schmalkalden
- Esmalcalda-Meiningen - Schmalkalden-Meiningen
- Espira - Speyer
- Espreia - Spree
- Espreia-Neisse - Spree-Neiße
- Espreia, Floresta do - Spreewald
- Éssen - Essen
- Estetino, Lagoa de - Stettiner Haff
- Estrada do Vinho do Sudoeste - Südliche Weinstraße
- Estugarda - Stuttgart[nota 2]
- Estugarda, Região Administrativa de - Regierungsbezirk Stuttgart[nota 3]
- Flensburgo - Flensburg
- Floresta de Oden, Distrito da - Odenwaldkreis
- Floresta Negra - Schwarzwald
- Floresta Negra-Baar, Distrito da - Schwarzwald-Baar-Kreis
- Floresta Ocidental, Distrito da - Westerwaldkreis
- Francoforte do Meno (arcaico) - Frankfurt am Main
- Francoforte do Óder (arcaico) - Frankfurt an der Oder
- Francónia / Francônia (Brasil) - Franken
- Freiberga - Freiberg
- Freiberga, Distrito Rural de Freiberga - Landkreis Freiberg
- Friburgo, Região Administrativa de - Regierungsbezirk Freiburg
- Friburgo na Brisgóvia - Freiburg im Breisgau
- Frísia - Friesland
- Frísia, Distrito Rural da - Landkreis Friesland
- Frísia do Norte - Nordfriesland
- Frísia do Norte Central - Mittleres Nordfriesland
- Frísia Oriental - Ostfriesland
- Frísias, Ilhas - Friesische Inseln
- Frisinga - Freising
- Frisinga, Distrito Rural de - Landkreis Freising
- Gota - Gotha
- Gota, Distrito Rural de - Landkreis Gotha
- Gotinga - Göttingen
- Gotinga, Distrito Rural de - Landkreis Göttingen
- Gunzburgo - Günzburg
- Gunzburgo, Distrito Rural de - Landkreis Günzburg
- Hala - Halle
- Hamburgo - Hamburg
- Hamelim - Hameln
- Hamelim-Pyrmont, Distrito Rural de - Landkreis Hameln-Pyrmont
- Hanôver - Hannover
- Hanôver, Região de - Region Hannover
- Harburgo - Harburg
- Harburgo - Landkreis Harburg
- Hável - Havel
- Havelândia - Havelland
- Hegóvia - Hegau
- Heidelberga/Hedelberga/Edelberga - Heidelberg
- Heligolândia - Helgoland
- Heligolândia, Baía da - Helgoländer Bucht
- Hersfeld-Rotemburgo - Hersfeld-Rotenburg
- Hesse - Hessen
- Hesse Central - Mittelhessen
- Hesse Oriental - Osthessen
- Hesse Setentrional - Nordhessen
- Hesse Renano - Rheinhessen
- Hesse Renano-Palatinado - Rheinhessen-Pfalz
- Holsácia - Holstein
- Holsácia Central - Mittelholstein
- Holsácia Oriental - Ostholstein
- Holsácia Oriental Central - Ostholstein-Mitte
- Homburgo - Homburg
- Iena - Jena
- Ingolstádio - Ingolstadt
- Jerichow, Terra de - Jerichower Land
- Landsberga - Landsberg
- Lano - Lahn
- Lano-Dill - Lahn-Dill
- Lauemburgo - Lauenburg
- Lauemburgo, Ducado de - Herzogtum Lauenburg
- Limburgo no Lano - Limburg an der Lahn
- Limburgo-Veilburgo - Limburg-Weilburg
- Líncia do Reno (arcaico) - Linz am Rhein
- Lipa - Lippe
- Rio Lipa - Lippe
- Lípsia (arcaico) - Leipzig
- Lípsia (arcaico) / Leipzig, Região Administrativa de - Regierungsbezirk Leipzig
- Lípsia (arcaico) / Leipzig, Terra de - Leipziger Land
- Lubeque/Lubeca - Lübeck
- Lubeque, Baía de/Baía de Lubeca - Lübecker Bucht
- Luisburgo - Ludwigsburg
- Luisburgo, Distrito Rural de - Landkreis Ludwigsburg
- Luneburgo - Lüneburg
- Luneburgo, Charneca de - Lüneburger Heide
- Luneburgo, Distrito Rural de - Landkreis Lüneburg
- Lusácia - Lausitz
- Lusácias, Terras Altas - Lausitzer Bergland
- Lusácios, Montes - Lausitzer Gebirge
- Magdeburgo/Madeburgo - Magdeburg
- Mansfeld-Harz do Sul - Mansfeld-Südharz
- Marburgo - Marburg
- Marburgo-Biedenkopf - Marburg-Biedenkopf
- Mark, Distrito de - Märkischer Kreis
- Mayen-Coblença - Mayen-Koblenz
- Meclemburgo - Mecklenburg
- Meclemburgo, Baía de - Mecklenburger Bucht/Mecklenburgische Bucht
- Meclemburgo, Planalto Lacustre de - Mecklenburgische Seenplatte
- Meclemburgo-Pomerânia Ocidental - Mecklenburg-Vorpommern
- Meclemburgo Central - Mittleres Mecklenburg
- Meclemburgo do Noroeste - Nordwestmecklenburg
- Meclemburgo Ocidental - Westmecklenburg
- Média Francónia / Média Francônia (Brasil) - Mittelfranken
- Médio Reno - Mittelrhein
- Meininga - Meiningen
- Meno, Rio - Main
- Meno-Kinzig - Main-Kinzig
- Meno-Spessart - Main-Spessart
- Meno-Taunus - Main-Taunus
- Meno-Tauber, Distrito do - Main-Tauber-Kreis
- Miltemberga - Miltenberg
- Miltemberga, Distrito Rural de - Landkreis Miltenberg
- Mísnia - Meißen
- Mísnia, Distrito de - Landkreis Meißen
- Monastério - Münster
- Monastério, Região Administrativa de - Regierungsbezirk Münster
- Montes Metalíferos - Erzgebirge
- Montes Metalíferos Centrais - Mittlere Erzgebirge/Mittelerzgebirge
- Montes Metalíferos Centrais, Distrito dos - Mittlerer Erzgebirgskreis
- Montes Metalíferos Orientais - Osterzgebirge
- Mogúncia - Mainz
- Mogúncia-Bingen - Mainz-Bingen
- Mosela - Mosel
- Mosela, Colinas do - Moselberge
- Mülheim no Ruhr - Mülheim an der Ruhr
- Munique - München
- Munique, Distrito Rural de - Landkreis München
- Naumburgo - Naumburg
- Necar - Neckar
- Necar-Floresta de Oden, Distrito do - Neckar-Odenwald-Kreis
- Neoburgo/Neuburgo - Neuburg
- Neoburgo-Schrobenhausen/Neuburgo-Schrobenhausen - Neuburg-Schrobenhausen
- Neustadt na Estrada do Vinho - Neustadt an der Weinstraße
- Niemburgo/Veser - Nienburg/Weser
- Niemburgo/Veser, Distrito Rural de - Landkreis Nienburg/Weser
- Norlinga - Nördlingen
- Nova Brandemburgo/Nova Brandeburgo - Neubrandenburg
- Nova Monastério - Neumünster
- Nova Ulma - Neu-Ulm
- Nuremberga / Nurembergue (Brasil) - Nürnberg
- Nuremberga / Nurembergue, Terra de (Brasil) - Nürnberger Land
- Óder, Rio - Oder
- Óder-Espreia - Oder-Spree
- Oderlândia da Marca - Märkisch-Oderland
- Oldemburgo - Oldenburg
- Oldemburgo, Distrito Rural de - Landkreis Oldenburg
- Oldemburgo na Holsácia - Oldenburg in Holstein
- Osnabruque - Osnabrück
- Osnabruque, Distrito Rural de - Landkreis Osnabrück
- Ostefália - Osfalen
- Palatina, Floresta - Pfälzerwald
- Palatinado - Pfalz
- Palatinado do Sudoeste - Südwestpfalz
- Palatinado Ocidental - Westpfalz
- Palatinado Setentrional - Nordpfalz
- Planície Norte-Alemã - Norddeutsches Tiefland/Norddeutsche Tiefebene
- Pomerânia - Pommern
- Pomerânia, Baía da - Pommersche Bucht
- Pomerânia Ocidental - Vorpommern
- Pomerânia Ocidental-Greifswald - Vorpommern-Greifswald
- Pomerânia Ocidental-Rúgia - Vorpommern-Rügen
- Potsdam-Marca Central - Potsdam-Mittelmark
- Prignitz Oriental-Ruppin - Ostprignitz-Ruppin
- Prússia - Preußen
- Prússia Ocidental - Westpreußen
- Quedlimburgo - Quedlinburg
- Quília (arcaico) - Kiel
- Quília, Baía de (arcaico) - Kieler Bucht
- Quília, Canal de (arcaico) - Nord-Ostsee-Kanal
- Ratisbona - Regensburg
- Ratisbona, Distrito Rural de - Landkreis Regensburg
- Renânia - Rheinland
- Renânia do Norte-Vestefália - Nordrhein-Westfalen
- Renânia-Palatinado - Rheinland-Pfalz
- Renano, Massiço - Rheinisches Schiefergebirge
- Reno - Rhein
- Reno-Erft, Distrito do - Rhein-Erft-Kreis
- Reno-Hunsrück, Distrito do - Rhein-Hunsrück-Kreis
- Reno-Lano, Distrito do - Rhein-Lahn-Kreis
- Reno-Necar, Distrito do - Rhein-Neckar-Kreis
- Reno-Palatinado, Distrito do - Rhein-Pfalz-Kreis
- Reno-Sief, Disrrito do - Rhein-Sieg-Kreis
- Reno Superior - Oberrhein
- Reno-Rur, Região Metropolitana do - Metropolregion Rhein-Ruhr
- Rostoque - Rostock
- Rostoque, Distrito Rural de - Landkreis Rostock
- Rota do Vinho - Weinstraße
- Rotemburgo do Wümme - Rotenburg (Wümme)
- Rotemburgo do Wümme, Distrito Rural de - Landkreis Rotenburg (Wümme)
- Rúgia - Rügen
- Rur - Ruhr
- Sala - Saale
- Sala, Distrito do - Saalekreis
- Sala-Holzland - Saale-Holzland
- Sala-Orla - Saale-Orla
- Salzland, Distrito de - Salzlandkreis
- Salzwede, Distrito da Altmark de - Altmarkkreis Salzwedel
- São Vendelino - Sankt Wendel
- São Vendelino, Distrito de - Landkreis Sankt Wendel
- Sarre - Saarland
- Sarburgo/Sarreburgo - Saarburg
- Sarbruque/Sarrebruque - Saarbrücken
- Sarbruque/Sarrebruque, Associação Regional de - Regionalverband Saarbrücken
- Sarluís/Sarreluís - Saarlouis
- Sarluís/Sarreluís, Distrito Rural de - Landkreis Saarlouis
- Sarre-Palatinado - Saarpfalz
- Saxãs, Terras Altas - Sächsisches Bergland
- Saxónia - Sachsen
- Saxónia-Anhalt - Sachsen-Anhalt
- Saxónia Central - Mittelsachsen
- Saxónia-Coburgo-Gota - Sachsen-Coburg-Gotha
- Saxónia-Meininga - Sachsen-Meiningen
- Saxónia Setentrional - Nordsachsen
- Saxónia-Veimar - Sachsen-Weimar
- Schaumburgo - Schaumburg
- Sigmaringa - Sigmaringen
- Sigmaringa, Distrito Rural de - Landkreis Sigmaringen
- Silésia - Schlesien
- Suábia - Schwaben
- Suíça Francónia / Suíça Francônia - Fränkische Schweiz
- Suíça Holsaciana - Holsteinische Schweiz
- Suíça Meclemburguesa - Mecklenburgische Schweiz
- Suíça Saxã - Sächsische Schweiz
- Suíça Saxã, Distrito Rural da - Landkreis Sächsische Schweiz
- Teutoburgo, Floresta de - Teutoburger Wald
- Tréveris/Tréveros - Trier
- Tréveris-Sarreburgo/Tréveros-Sarreburgo - Trier-Saarburg
- Tribúria - Trebur
- Tubinga - Tübingen
- Tubinga, Distrito Rural de - Landkreis Tübingen
- Turíngia - Thüringen
- Turíngia, Floresta - Thüringer Wald
- Turíngias, Terras Altas - Thüringer Schiefergebirge/Thüringisches Schiefergebirge
- Turíngia do Sul - Südthrüringen
- Ucker, Marca do - Uckermark
- Ulma - Ulm
- Vale do Mulde, Distrito do - Muldentalkreis
- Vasgóvia - Wasgau
- Viesbade - Wiesbaden
- Volfembutel - Wolfenbüttel
- Volfembutel, Distrito Rural de - Landkreis Wolfenbüttel
- Veimar - Weimar
- Veimar, Terra de - Weimarer Land
- Vesel - Wesel
- Veser - Weser
- Veser, Distrito Rural da Lezíria do - Landkreis Wesermarsch
- Vestefália - Westfalen
- Vestefália Oriental - Ostwestfalen
- Vestefália Oriental-Lipa - Ostwestfalen-Lippe
- Vitemberga - Wittenberg
- Vitemberga, Distrito Rural de - Landkreis Wittenberg
- Vogelsberg, Distrito do - Vogelsbergkreis
- Vogtland, Distrito de - Vogtlandkreis
- Vórmia/Vormácia/Vormes - Worms
- Vupertal - Wuppertal
- Vurtemberga - Württenberg
- Vurzeburgo/Würzburgo - Würzburg
- Vurzeburgo/Würzburgo, Distrito Rural de - Landkreis Würzburg
- Wartburgo, Distrito de - Wartburgkreis
- Weißeritz, Distrito de - Weißeritzkreis
- Wetterau, Distrito de - Wetteraukreis
- Wolfsburgo - Wolfsburg
- Zwickau, Terra de - Zwickauer Land

## Artsaque
Արցախի / Arts'akh
- Alto Carabaque — Լեռնային Ղարաբաղ / Leṙnayin Ġarabaġ (arménio); Dağlıq Qarabağ/Yuxarı Qarabağ (azerbaijano)
- Estepanaquerte — Ստեփանակերտ / Step'anakert (arménio); Xankəndi (azerbaijano)

## Andorra
- Andorra-a-Velha — Andorra la Vella
- Pirenéus — Pirineus

## Angola
- Concelho — Caconda
- Forte República — Massango
- Forte Roçadas — Xangongo
- Moçâmedes — Namibe
- Nova Lisboa — Huambo
- Porto Alexandre — Tômbua
- Sá da Bandeira — Lubango
- São Filipe de Benguela — Benguela
- São Paulo da Assunção de Loanda — Luanda
- São Salvador do Congo — M'Banza Kongo
- Serpa Pinto — Menongue
- Silva Porto — Kuito
- Vila de Aljustrel — Cangamba
- Vila de Ambrisete / Ambrizete — N'Zeto
- Vila de Andrada — Nzagi
- Vila Arriaga — Bibala
- Vila Asseiceira — Catumbela
- Vila do Buçaco — Camanongue
- Vila Duque de Bragança — Calandula
- Vila Flor — Ekunha
- Vila Gabela / Porto Amboim — Amboim
- Vila Gago Coutinho — Lumbala N'guimbo
- Vila General Machado — Camacupa
- Vila Henrique de Carvalho — Saurimo
- Vila João de Almeida — Chibia
- Vila do Luso — Luena
- Vila Marechal Carmona — Uíje
- Vila Mariano Machado — Ganda
- Vila Neves Ferreira — Cuemba
- Vila de Nova Chaves — Muconda
- Vila de Nova Gaia — Cambundi-Catembo
- Vila de Novo Redondo — Sumbe
- Vila Nova do Seles — Uku
- Vila de Nova Sintra — Catabola
- Vila de Paiva Couceira — Kipungo
- Vila da Ponte / Vila Artur de Paiva — Kuvango
- Vila de Pereira d'Eça — Ondjiva
- Vila de Quilombo dos Dembos — Gonguembo
- Vila Robert Williams — Caála
- Vila Salazar — N'Dalatando
- Vila de Santa Clara — Ombadja
- Vila de Santa Comba Dão — Waku Kungo
- Vila de Santo António do Zaire — Soyo
- Vila Teixeira da Silva — Bailundo
- Vila Teixeira de Sousa — Luau
- Vila Veríssimo Sarmento — Camissombo

## Anguila
Anguilla
- Sombreiro — Sombrero

## Antígua e Barbuda
Antigua and Barbuda
- Barbuda Norte — Barbuda-North
- Barbuda Sul — Barbuda-South
- São Filipe — Saint Philip
- São João — St. John's
- Santa Maria — Saint Mary
- São Paulo — Saint Paul
- São Pedro — Saint Peter

## Arábia Saudita
المملكة العربية السعودية / Al-Mamlakah al-Arabiyah as-Sa'ūdiyah
- Ácaba ou Acaba, Golfo de  — خليج العقبة / Bahr el-Akabah
- Hejaz — الحجاز‎ / al-Ḥidjāz
- Gidá — جدة‎ / Jiddah
- Meca — مكة‎ / Makkah
- Medina — اَلْمَدِينَة / al-Madīnah
- Nefude — al-Nefud
- Négede — نجد‎ / Naǧd
- Riade — الرياض‎ / ar-Riyāḍ

## Argélia
الجزائر / Al-Jazā'ir
- Argel — الجزائر / Al-Jazā'ir
- Atlas — جبال الأطلس / Ǧibāl al-Aṭlas
- Bugia — بجاية / Béjaïa
- Constantina — قسنطينة / Qusanṭīnah
- Orão — وهران‎ / Wahrān
- Tenés — تنس‎ / Ténès
- Tremecém — تلمسان‎ / Tilimsān
- Massila — المسيلة / al-Masila

## Argentina
- Aconcágua — Aconcagua
- Avelaneda — Avellaneda
- Baía Branca — Bahía Blanca
- Entre Rios — Entre Ríos
- Estados, Ilha dos — Isla de los Estados
- Concórdia — Concordia
- Córdova — Córdoba
- Rio Galegos — Río Gallegos
- Horna, Cabo — Cabo de Hornos
- Jujuí — Jujuy
- Mar de Prata — Mar del Plata
- Missões — Misiones
- Neuquém — Neuquén
- Patagónia / Patagônia (Brasil) — Patagonia
- Pilcomaio — Pilcomayo
- Porto Desejado — Puerto Deseado
- Porto Madrin — Puerto Madryn
- Resistência — Resistencia
- Rio da Prata — Río de la Plata
- Rioja — La Rioja
- Rosário — Rosario
- Santa Fé — Santa Fe
- Santo António, Cabo — Cabo San Antonio
- Santo António dos Cobres — San Antonio de los Cobres
- São Carlos de Bariloche — San Carlos de Bariloche
- São Diogo, Cabo — Cabo San Diego
- São João — San Juan
- São Jorge, Golfo de — Golfo San Jorge
- São Julião, Porto — Puerto San Julián
- São Luís — San Luis
- Golfo de São Matias — Golfo San Matías
- São Rafael — San Rafael
- São Salvador de Jujuí — San Salvador de Jujuy
- Terra do Fogo, Antártida e Ilhas do Atlântico Sul — Tierra del Fuego, Antártida e Islas del Atlántico Sur
- Três Arroios — Tres Arroyos
- Cabo Três Pontas — Cabo Tres Puntas
- Tucumã/Tucumão — Tucumán
- Valdês, Península — Península Valdés
- Virgens, Cabo das — Cabo Vírgenes

## Arménia
Հայաստան / Hayastán
- Arax, Rio — Արաքս / Araks
- Cáucaso — Կովկաս / Kovkas
- Erevã — Երեվան / Yerevan

## Austrália
Australia
- Alpes australianos — Australian Alps
- Austrália do Sul — South Australia
- Austrália Ocidental — Western Australia
- Azuis, Montanhas — Blue Mountains
- Baía Jervis, Território da — Jervis Bay Territory
- Camberra — Canberra
- Canguru, Ilha — Kangaroo Island
- Capital Australiana, Território da — Australian Capital Territory
- Carpentária, Golfo de — Gulf of Carpentaria
- Clarença, Rio — Clarence River
- Grande Barreira de Coral — Great Barrier Reef
- Grande Cordilheira Divisória — Great Dividing Range
- Melburne (raro) — Melbourne
- Nova Gales do Sul — New South Wales
- Queenslândia (raro) — Queensland
- Sidnei/Sídnia (raro) — Sydney
- Tasmânia — Tasmania
- Território do Norte — Northern Territory
- Vitória — Victoria

## Áustria
Österreich
- Alpes — Alb
- Alta Áustria — Oberösterreich
- Bade de Viena — Baden bei Wien
- Baixa Áustria — Niederösterreich
- Burguenlândia — Burgenland
- Boémia, Floresta — Böhmerwald
- Bréner, Passo de/Passo do Brennero — Brennerpass (alemão); Passo del Brennero (italiano)
- Caríntia — Kärnten
- Cidade Interior — Innere Stadt
- Cidade Nova de Viena — Wiener Neustadt
- Drava — Drau (alemão); Dráva (húngaro)
- Eno — Inn
- Estíria — Steiermark
- Estíria do Sudeste — Südoststeiermark
- Insbruque — Innsbruck
- Líncia — Linz
- Melque — Melk
- Salzburgo/Salisburgo — Salzburg
- Viena — Wien
- Vorarlberga — Vorarlberg

## Azerbaijão
Azərbaycan
- Bacu — Bakı
- Cáspio, Mar — Xəzər dənizi
- Cáucaso — Qafqaz
- Grande Cáucaso — Böyük Qafqaz Dağları
- Naquichevão — Naxçıvan
- Pequeno Cáucaso — Kiçik Qafqaz Dağları

## Baamas
The Bahamas
- Ábaco, Ilhas — Abaco Islands
- Gato, Ilha do — Cat Island
- Conceição, Ilha — Conception Island
- Eleutéria — Eleuthera
- Grande Baama — Grand Bahama
- Inágua — Inagua
- Longa, Ilhas — Long Island
- Longo, Caio — Long Cay
- Nova Providência — New Providence
- Paraíso, Ilha do — Paradise Island
- São Salvador, Ilha de — San Salvador

## Barém
البحرين / Al-Baḥrayn
- Manama — المنامة / Al-Manāmah

## Bangladexe
বাংলাদেশ / Bangladesh
- Bramaputra — ব্ৰহ্মপুত্ৰ নদ / Brôhmôputrô
- Chatigão — চট্টগ্রাম / Chattagam
- Daca — ঢাকা / Dhaka
- Ganges — গঙ্গা / Ganga
- Sundiva — সন্দ্বীপ / Sandwip

## Bélgica
België (neerlandês); Belgique (francês); Belgien (alemão)
- Antuérpia — Antwerpen (neerlandês, oficial), Anvers (francês)
- Ardenas — Ardennes (francês)
- Brabante — Brabant (francês; neerlandês)
- Brabante Flamengo — Brabant flamand (francês); Vlaams Brabant (neerlandês)
- Brabante Valão — Brabant wallon (francês); Waals-Brabant (neerlandês)
- Bruges — Brugge (neerlandês), Bruges (francês)
- Bruxelas — Brussel (neerlandês), Bruxelles (francês)
- Bulhão — Bouillon
- Cortrique — Courtrai (francês); Kortrijk (neerlandês)
- Escalda — Schelde (neerlandês); Escaut (francês)
- Filipevila — Philippeville (francês)
- Flandres — Vlaanderen (neerlandês); Flandre (francês)
- Flandres Ocidental — West-Vlaanderen (neerlandês); Flandre occidental (francês)
- Flandres Oriental — Oost-Vlaanderen (neerlandês); Flandre oriental (francês)
- Gante — Gent (neerlandês); Gand (francês)
- Ipres — Ypres (francês); Ieper (neerlandês)
- Lieja — Liège (francês)
- Limburgo — Limburg (neerlandês); Limbourg (francês)
- Lis — La Lys (francês); Leie (neerlandês)
- Lovaina/Lovânia — Leuven (neerlandês), Louvain (francês)
- Luxemburgo — Luxembourg (francês); Luxemburg (neerlandês)
- Malinas — Malines (francês); Mechelen (neerlandês)
- Mosa — Meuse (francês); Maas (neerlandês)
- Mosela — Moselle (francês)
- Ostenda/Ostende — Oostende (neerlandês); Ostende (francês)
- Reno — Rhin (francês); Rjin (neerlandês)
- Sambra — Sambre (francês)
- Sena — Seine (francês)
- Valónia / Valônia (Brasil) — Wallonie (francês)

## Belize
- Belmopã — Belmopan
- Maias, Montes — Maya Mountains (inglês); Montes Maya (castelhano)

## Benim
Bénin
- Abomé/Abomei — Abomey
- Cotonu — Cotonou
- Grande Popô — Grand-Popo
- Porto Novo — Porto-Novo
- Ajudá/Uidá — Ouidah

## Bielorrússia
Белару́сь / Bielarus (bielorrusso); Белару́сь / Belarus (russo)
- Dniepre, Rio — Дняпро / Dnyapro (bielorrusso); Днепр / Dnepr (russo)
- Duína Ocidental, Rio — Заходняя Дзвіна / Zachodniaja Dzvina (bielorrusso); Западная Двина́ / Zapadnaya Dvina (russo)
- Minsque — Мінск / Minsk (bielorrusso); Минск / Minsk (russo)
- Polésia — Пале́ссе / Palessie (bielorrusso); Поле́сье / Poles'e (russo)
- Vístula, Rio — Віслы / Visly (bielorrusso); Вислы / Visly (russo)

## Butão
འབྲུག་ཡུལ / Druk Yul
- Timbu — ཐིམ་ཕུ / Thimphu

## Bolívia
Bolivia (castelhano); Buliwya (quíchua); Wuliwya (aimará); Volívia (guarani)
- Conceição — Concepción
- Grande Chaco — Gran Chaco
- Iacuíba — Yacuíba
- Ilampu — Illampu
- Ilimani — Illimani
- Lagunilhas — Lagunillas
- Madre de Deus, Rio — Río Madre de Dios
- Pilcomaio, Rio — Río Pilcomayo (castelhano); Pillkumayu  (quíchua); Ysyry Araguay (guarani)
- Potosi — Potosí
- Trindade — Trinidad
- Uiuni — Uyuni
- Vila Montes — Villamontes

## Bósnia e Herzegovina
Босна и Херцеговина / Bosna i Hercegovina (bósnio/sérvio/croata)
- Bósnia Central — Središnja Bosna (bósnio/croata)
- Cantão 10 — Кантон 10 / Kanton 10 (sérvio), Kanton 10 (bósnio/croata)
- Herzegovina-Neretva — Hercegovina-Neretva (bósnio/croata)
- Herzegovina Ocidental — Zapadna Hercegovina (bósnio/croata)
- Saraievo — Сарајево / Sarajevo (bósnio/sérvio/croata)
- Sérvia, República — Република Српскa / Republika Srpska (sérvio)

## Botsuana
Botswana (inglês/tsuana)
- Calaári — Kalahari (inglês); Kgalagadi (tsuana)
- Cuando, Rio — Kwando River (inglês);
- Cubango, Rio — Okavango River/Chobe River (inglês)

## Brunei
- Bandar Seri Begauã — باندر سري بڬاون / Bandar Seri Begawan

## Bulgária
България / Bălgarija
- Balcãs / Bálcãs (Brasil) — Стара Планина / Stara Planina
- Blagoevgrado — Благоевград / Blagoevgrad
- Carlovo — Карлово / Karlovo
- Custendil — Кюстендил / Kyustendil
- Danúbio — Дунав / Dunav
- Dimitrovgrado — Димитровград / Dimitrovgrad
- Dobruja do Sul — Южна Добруджа / Iujna Dobrudja
- Eslivénia / Eslivênia (Brasil) — Сливен / Sliven
- Estrimão, Rio (raro) — Струма / Struma
- Grande Tarnova — Велико Търново / Veliko Tarnovo
- Hascovo — Хасково /  Haskovo
- Iambol — Ямбол / Yambol
- Ródope — Родопи / Rodopi
- Samocovo — Самоков / Samokov
- Sistova — Свищов / Svishtov
- Sófia — София / Sofiya
- Trácia — Тракия / Trakiya

## Burquina Faso
Burkina Faso
- Uagadugu — Ouagadougou

## Burúndi
Burundi (kurindi/francês)
- Guitega — Gitega
- Tanganica/Tanganhica — Tanganyika/Tanganika (francês)

## Ilhas Caimão/Caimã
Cayman Islands
- Grande Caimão / Grande Caimã (Brasil) — Grand Cayman
- Pequena Caimão / Pequena Caimã (Brasil) — Little Cayman
- Escarpa das Caimão / Escarpa das Caimã (Brasil) — Cayman Brac

## Camarões
Cameroun (francês); Cameroon (inglês)
- Camarões, Rio dos ou Vuri, rio — Wouri
- Chade, Lago — lac Tchad (francês); Lake Chad (inglês)
- Duala — Douala
- Iaundé — Yaoundé

## Camboja
កម្ពុជា / Kampuchea
- Anguecor — អង្គរ / Angkor
- Cardamomo, Montanhas — ជួរភ្នំក្រវាញ / Chuor Phnom Krâvanh
- Elefante, Montanhas — ភ្នំដំរី / Dâmrei
- Mecom, Rio/Rio Mecão — ទន្លេមេគង្គ / Tonle Thom
- Pnom Pene — ភ្នំពេញ / Phnom Penh
- Tailândia, Golfo da — ឈូងសមុទ្រថៃ / Chhoung Samut Siem

## Canadá
Canada (inglês/francês)
- Atabasca, Lago — Lake Athabasca
- Bafim, Ilha de — Baffin Island
- Bela, Ilha — Belle Isle
- Boa Vista, Cabo da — Cape Bonavista
- Boa Vista, Baía da — Bonavista Bay
- Bosques, Lago dos — Lake of the Woods (inglês); Lac des Bois (francês)
- Cabo Bretão — Cape Breton Island
- Colúmbia, Lago — Lake Columbia
- Colúmbia Britânica — British Columbia
- Erié, Lago — Lake Erie
- Escravo, Grande Lago do — Greater Slave Lake
- Escravo, Pequeno Lago do — Lesser Slave Lake
- Grande Pradaria — Grande Prairie (francês; inglês)
- Hurão, Lago — Lake Huron (inglês); Lac Huron (francês)
- Iucão — Yukon
- Monreal (raro) — Montreal (inglês); Montréal (francês)
- Niágara, Cataratas do — Niagara Falls
- Niágara, Rio — Niagara River
- Nova/Novo Brunsvique/Brunswick — New Brunswick
- Nova Escócia — Nova Scotia (inglês, latim), Nouvelle-Écosse (francês)
- Nunavute — Nunavut (inglês; francês); ᓄᓇᕗᑦ / Nunavut (inuktitut)
- Otava — Ottawa[nota 4]
- Ontário — Ontario
- Ontário, Lago — Lake Ontario
- Príncipe Eduardo, Ilha do — Prince Edward Island
- Quebeque — Quebec (inglês); Québec (francês)
- Raia, Cabo de — Cape Ray
- Raso, Cabo — Cape Race
- Renas, Lago das — Reindeer Lake
- São João — St. John's
- São Lourenço, Rio — Saint Lawrence River (inglês); Fleuve Saint-Laurent (francês)
- Sascachevão — Saskatchewan
- Terra Nova e Labrador — Newfoundland and Labrador (inglês), Terre-Neuve-et-Labrador (francês)
- Territórios do Noroeste — Northwest Territories
- Urso, Grande Lago do — Great Bear Lake
- Vancôver — Vancouver
- Vinipegue — Winnipeg
- Vinipegue, Lago — Lake Winnipeg
- Vitória — Victoria
- Vitória, Ilha — Victoria Island

## Catar
قطر / Qaṭar
- Doa — الدوحة / Ad-Dawḥah

## Cazaquistão
Қазақстан / Qazaqstan (cazaque); Казахстан / Kazakhstán (russo)
- Lago Balcache — Балқаш Көлі / Balqash Köli (cazaque); Озеро Балхаш / Ozero Balkhash (russo)

## República Centro-Africana
République Centrafricaine (francês); Ködörösêse tî Bêafrîka (sango)

## Chade
تشاد / Tšād (árabe); Tchad (francês)
- Jamena — نجامينا / Nijāmīnā (árabe); Ndjamena (francês)
- Uadai — Ouaddaï (francês)
- Uara — Ouara (francês)

## República Checa
Česká republika
- Boémia / Boêmia (Brasil) — Čechy
- Boémia Central / Boêmia Central (Brasil) — Středočeský kraj
- Boémia do Sul / Boêmia do Sul (Brasil) — Jihočeský kraj
- Brauna — Brno
- Elba — Labe
- Gigantes, Montanhas dos — Krkonoše
- Óder — Odra
- Praga — Praha
- Morávia — Morava
- Morávia do Sul — Jihomoravský kraj
- Morávia-Silésia — Moravskoslezský kraj
- Pílsen — Plzeň
- Silésia — Slezsko
- Sudetas — Sudety

## Chile
- Ancude — Ancud
- Caldeira — Caldera
- Conceição — Concepción
- Desolação, Ilha — Isla Desolación
- Guasco — Huasco
- Horne, Cabo — Cabo de Hornos
- João Fernandes, Arquipélago — Archipiélago Juan Fernández
- Madre de Deus, Ilha — Isla Madre de Dios
- Mexilhões — Mejillones
- Hanôver, Ilha — Isla Hanover
- Pão de Açúcar — Pan de Azúcar
- Páscoa, Ilha de — Isla de Pascua (castelhano); Rapa Nui (rapanui)
- Ponta Arenas — Punta Arenas
- Rainha Adelaide, Arquipélago — Archipiélago Reina Adelaida
- Santa Inês, Ilha — Isla Santa Inés
- São Fernando — San Fernando
- São Valentim, Monte — Monte San Valentín
- Taitão, Península de — Península de Taitao
- Talcauano — Talcahuano
- Valdívia — Valdivia

## República Popular da China
中国 / Zhōngguó
- Ainão — 海南 / Hǎinán
- Amarelo, Mar — 黄海 / Huáng Hǎi
- Amarelo, Rio — 黄河 / Huáng Hé
- Amói — 厦门 / Xiàmén
- Anquim — 安庆 / Ānqìng
- Antungue — 丹东 / Dāndōng
- Cansim — 江西 / Jiāngxī
- Cantão (China) — 广州 / Guǎngzhōu
- Caracórum — 喀喇昆仑山脉 / Kālǎkūnlún Shānmài (chinês); काराकोरम / Kārākōrama (híndi); سلسلہ کوہ قراقرم / Kārākōram (urdu)
- Chequião — 浙江 / Zhèjiāng
- China Meridional, Mar da — 南海 / Nán Hǎi
- China Oriental, Mar da — 东海 / Dōng Hǎi
- Chincheu — 泉州 / Quánzhōu
- Cunlum, Montanhas — 昆仑山 / Kūnlún Shān
- Evereste, Monte — 珠穆朗玛峰 / Zhūmùlǎngmǎ Fēng
- Foquiem — 福建 / Fújiàn
- Formosa, Estreito da/Estreito de Taiuã — 台湾海峡 / Táiwān Hǎixiá
- Gobi, Deserto de — Говь / Govi (mongol); 戈壁 / Gēbì (chinês)
- Himalaias — 喜马拉雅山脉 / Xǐmǎlāyǎ Shānmài
- Honão — 湖南 / Húnán
- Iansequião/Rio Azul — 长江 / Cháng Jiāng
- Iunã/Iunão — 云南 / Yúnnán
- Ladrões, Ilhas dos e Ilhas do Leme — 万山群岛 / Wànshān Qúndǎo
- Manchúria — 满洲 / Mǎnzhōu
- Mongólia Interior — Өвөр Монгол / Övör Mongol (mongol); 内蒙古 / Nèi Měnggǔ (chinês)
- Nanquim — 南京 / Nánjīng
- Lassa — ལྷ་ས་ / Lhasa (tibetano);  拉萨 / Lāsà (chinês)
- Nimpó/Liampó — 宁波 / Níngbō
- Pequim — 北京 / Běijīng
- Pérolas, Rio das — 珠江 / Zhū Jiāng
- Quancim — 广西 / Guǎngxī
- Quiancheu — 琼山区 / Qióngshān
- Quiau Cheu — 胶州 / Jiāozhōu
- Quicheu — 贵州 / Guìzhōu
- Sanchoão — 上川岛 / Shàngchuāndǎo
- Xanxim/Sancim/Xanxi — 陕西 / Shǎnxī
- Sequião — 西江 / Xī Jiāng
- Sinquião — 新疆 / Xīnjiāng (chinês); شىنجاڭ / Shinjang (uigure)
- Sujuão — 四川 / Sìchuān
- Tibete — བོད / Bod (tibetano); 藏区 / Zàngqū (chinês); Tövd (mongol)
- Ussuri, Rio — 乌苏里江 / Wūsūlǐ Jiāng (chinês); Уссури / Ussuri (russo)
- Xangai — 上海市 / Shanghai
- Xantum — 山东 / Shāndōng
- Xianxim — 陕西 / Shǎnxī
- Zungária — 准噶尔 / Zhǔngá'ěr

## Chipre
Κύπρος / Kypros (grego); Kıbrıs (turco)
- Cirénia / Cirênia (Brasil) — Κερύvεια / Keryneia (grego); Girne (turco)
- Famagusta — Αμμόχωστος / Ammochostos (grego); Gazimağusa (turco)
- Lárnaca — Λάρνακα / Larnaka (grego); Larnaka (turco)
- Limassol — Λεμεσός / Lemesos (grego); Limasol/Leymosun (turco)
- Morfu — Μόρφου / Morphou (grego); Omorfo/Güzelyurt (turco)
- Nicósia — Λευκωσία / Lefkossía (grego), Lefkoşa (turco)
- Tricomo — Τρίκωμο / Trikomo (grego); Yeni İskele (turco)

## Chipre do Norte
Kuzey Kıbrıs
- Cirénia / Cirênia (Brasil) — Κερύvεια / Keryneia (grego); Girne (turco)
- Famagusta — Αμμόχωστος / Ammochostos (grego); Gazimağusa (turco)
- Morfu — Μόρφου / Morphou (grego); Omorfo/Güzelyurt (turco)
- Nicósia do Norte — Kuzey Lefkoşa
- Tricomo — Τρίκωμο / Trikomo (grego); Yeni İskele (turco)

## Colômbia
Colombia
- Atlântico, Departamento do — Departamento del Atlántico
- Barranquilha — Barranquilla
- Cartagena das Índias — Cartagena de Indias
- Cordilheira Central — Cordillera Central
- Córdova — Córdoba
- Cristóvão Colombo, Pico — Pico Cristóbal Colón
- Florência — Florencia
- Huíla — Huila
- Rio Içá — Río Putumayo
- Letícia — Leticia
- Madalena — Magdalena
- Medelim — Medellín
- Madalena, Rio — Río Magdalena
- Pedreira — La Pedrera
- Providência, Ilha da — Isla de Providencia
- Porto Bérrio — Puerto Berrío
- Putumaio — Putumayo
- Santo André — San Andrés
- Santo André, Providência e Santa Catarina — San Andrés, Providencia y Santa Catalina
- Santa Catarina, Ilha — Isla Santa Catalina
- São José — San José
- Serra Nevada de Santa Marta — Sierra Nevada de Santa Marta

## Comores
- Anjuão — Anjouan (francês); Ndzuwani/Nzwani (comoriano); حنزوان / Ḥunzuwān (árabe)

## República do Congo
- Brazavile/Brazavila — Brazzaville
- Chiluango, Rio — Shiloango/Louango
- Ponta Negra — Pointe-Noire
- Ubangui, Rio — Oubangui

## República Democrática do Congo
- Alberto, Lago — Lac Albert
- Baixo Congo — Bas-Congo
- Cassai, Rio — Kasaï
- Cassai Ocidental — Kasaï-Occidental
- Cassai Oriental — Kasaï-Oriental
- Catanga — Katanga
- Chiluango, Rio — Shiloango/Louango
- Cuango, Rio — Kwango
- Cuílo, Rio — Kwilu
- Eduardo, Lago — Lac Édouard
- Equador (província) — Équateur
- Luangue, Rio — Loange
- Oriental — Orientale
- Quinxasa/Quinxassa — Kinshasa
- Quivu, Lago — Lac Kivu
- Quivu do Norte — Nord-Kivu
- Quivu do Sul — Sud-Kivu
- Tanganica, Lago/Lago Tanganhica — Lac Tanganyika
- Ubangui, Rio — Oubangui

## Coreia do Norte
조선 / Chosŏn 
- Amarelo, Mar — 황해 / Hwanghae ou 서해 / Sŏhae
- Coreia, Baía da — 서조선만 / Sŏjosŏn-man
- Japão, Mar do — 조선동해 / Chosŏn Tonghae
- Pionguiangue — 평양 / P'yŏngyang

## Coreia do Sul
한국  / Hanguk
- Amarelo, Mar — 황해 / Hwanghae ou 서해 / Seohae
- China Oriental, Mar da — 동중국해 / Dongjungguk-hae ou 동지나해 / Dongjina-hae
- Coreia, Baía da — 서한만 / Seohan-man
- Coreia, Estreito da — 대한해협 / Daehan Haehyeop
- Japão, Mar do — 동해 / Donghae
- Seul — 서울 / Seoul

## Cosovo
Kosova (albanês); Косово / Kosovo (sérvio)
- Cosovo, Campo do — Fushë Kosovë (albanês); Косово Поље / Kosovo Polje
- Pristina — Prishtinë/Prishtina (albanês); Приштина / Priština (sérvio)

## Costa Rica
- Cordilheira Central — Cordillera Central
- Herédia — Heredia
- Libéria — Liberia
- Nicóia — Nicoya
- São Carlos, Rio — Río San Carlos
- São João, Rio — Río San Juan
- São José — San José
- Tenório, Rio — Río Tenorio

## Costa do Marfim
Côte d'Ivoire
- Abijã/Abijão — Abidjan
- Axini — Assinie
- Cavala, Rio da — Cavally River
- Iamussucro — Yamoussoukro
- São Pedro, Rio — San-Pédro
- Congue (departamento) — Kong
- Congue (Costa do Marfim) — Kong

## Croácia
Hrvatska
- Adriático, Mar — Jadransko more
- Barânia — Baranja
- Brod-Vale do Sava — Brod-Posavina
- Dalmácia — Dalmacija
- Danúbio — Dunav
- Eslavónia / Eslavônia (Brasil) — Slavonija
- Ístria — Istra
- Litoral da Croácia — Hrvatsko primorje
- Litoral-Serrano — Primorje-Gorski Kotar
- Osijek-Barânia — Osijek-Baranja
- Požega-Eslavónia — Požega-Slavonija
- Sava, Vale do — Posavina
- Sírmia — Srijem
- Split-Dalmácia — Split-Dalmacija
- Vukovar-Sírmia — Vukovar-Srijem
- Zagrebe / Zagrábia (antigo) — Zagreb

## Cuaite
الكويت / Al-Kuwayt
- Cidade do Cuaite — مدينة الكويت / Madinat al-Kuwayt

## Cuba
- Correntes, Cabo — Cabo Corrientes
- Guantânamo — Guantánamo
- Havana — La Habana
- Jardins da Rainha — Jardines de la Reina
- Jardins do Rei — Jardines del Rey
- Juventude, Ilha da — Isla de la Juventud
- Largo do Sul, Caio — Cayo Largo del Sur
- Maisi — Maisí
- Matanças — Matanzas
- Santa Maria, Caio/Ilha — Cayo Santa María
- Serra Maestra — Sierra Maestra

## Curaçau
Curaçao (inglês/neerlandês); Kòrsou (papiamento)

## Dinamarca
Danmark
- Aalburgo — Ålborg/Aalborg
- Capital, Região da — Hovedstaden
- Categate — Kattegat
- Copenhaga / Copenhague (Brasil) — København
- Dinamarca Central — Midtjylland
- Dinamarca do Norte — Nordjylland
- Dinamarca do Sul / Dinamarca Meridional — Syddanmark
- Escagerraque — Skagerrak
- Fiónia / Fiônia (Brasil) — Fyn
- Frísia — Frisland
- Helsenor — Helsingor
- Jutlândia — Jylland
- Jutlândia Central — Midtjylland
- Jutlândia do Norte / Jutlândia Setentrional — Nordjylland
- Jutlandesa do Norte, Ilha — Vendsyssel-Thy
- Lalanda/Lalândia — Lolland
- Viburgo — Viborg
- Zelândia — Sjælland

## Domínica
Dominica

## República Dominicana
- Alta Graça — La Altagracia
- Cordilheira Central — Cordillera Central
- Espanhola, Ilha — Hispaniola
- São Domingos — Santo Domingo
- São Francisco de Macoris — San Francisco de Macorís

## Egito
مصر / Misr
- Abuquir — ابو قير / Abu Qir
- Acaba, Golfo de — خليج العقبة / Bahr el-Akabah
- Alexandria — اسكندريه / Eskendereyya
- Almançora — المنصورة / al-Manṣūrah
- Assiute- أسيوط / Zawty
- Assuão/Assuã — أسوان / Aswān
- Cairo — القاهرة / Al-Qāhirah
- Carnaque N/D / Karnak
- Damieta — دمياط / Dumyāṭ
- Elefantina — جزيرة الفنتين / N/D
- Faium — الفيوم / al-Fayyūm
- Filas — فيله‎  / N/D
- Garbia — محافظة الغربية / el-Gharbeyya
- Gizé — الجيزة / el-Gīza
- Grande Mar de Areia — البحر رمال الأعظم / N/D
- Ismaília — الإسماعيلية‎ / al-Ismāʻīlīyah
- Luxor — الأقصر / al-Uqṣur
- Mar Vermelho, Província do — البحر الأحمر / Muḥāfaẓat el Baḥr el Aḥmar
- Monufia — محافظة المنوفية / el-Menofeyya
- Nilo — النيل‎ / en-Nīl
- Porto Saíde/Porto Saida — بورسعيد / Borsaʿīd
- Roseta — رشيد‎ / Rashid
- Santa Catarina, Monte — جبل كاثرين / Gebel Katherîna
- Sinai — سينا / Sīna
- Sinai do Norte — محافظة شمال سيناء / Muḥāfaẓat Shimāl Sīnāʾ
- Sinai do Sul — محافظة جنوب سيناء‎ / Muhāfazat Djanūb Sīnāʾ
- Siuá, Oásis de — واحة سيوة / Wāḥat Sīwah
- Suez — السويس / Al-Sūwais
- Tor — الطور‎ / aṭ-Ṭūr ou et-Ṭūr
- Vale Novo — الوادى الجديد / Al Wadi al Djadid
- Vale dos Reis — وادي الملوك / Wādī al Mulūk

## Emirados Árabes Unidos
الإمارات العربيّة المتّحدة / Al-’Imārat Al-‘Arabiyyah Al-Muttaḥidah
- Abu Dabi — أبوظبي / ‘Abū ẓabī
- Ajmã — عجمان / Ajmān
- Alaine — العين / Al-'Ayn
- Arábia, Deserto da — ٱلصَّحْرَاء ٱلْعَرَبِيَّة /
- Caluão — أمّ القيوين / Umm al Qaywayn
- Corfação — خور فكان / Khawr Fakkān
- Doba (Fujeira) دبا الفجيرة / Dibā al-Fujayrah
- Doba (Xarja) — دبا الحصن / Dibba Al-Hisn
- Dubai — دبيّ / Dubayy
- Fujeira — الفجيرة / Al-Fuǧaira
- Hajar, Montanhas — جبال الحجر / 'Jabal al-Hajjar'
- Mina Zaíde — ميناء زايد / Mina Zayed
- Omã, Golfo de — خليج عمان / Khalīj ʿUmān
- Ormuz, Estreito de — مَضيق هُرمُز / Maḍīq Hurmuz
- Pérsico, Golfo — اَلْخَلِيْجُ ٱلْعَرَبِيُّ / Al-Khalīj al-ˁArabī
- Quelba — كلباء‎ / Kalbā
- Recoima — رأس الخيمة / Ra's al-Khaymah
- Ruais — ٱلـرُّوَيْـس / Ar-Ruwais
- Xarja — الشارقة / Sharjah

## Equador
Ecuador
- Chimboraço — Chimborazo
- Cordilheira Ocidental — Cordillera Occidental
- Cordilheira Real — Cordillera Real
- Conca — Cuenca
- Guaiaquil — Guayaquil
- Içá, Rio — Putumayo

## Eritreia
ኤርትራ / Erta (tigrínia); إرتريا / Iritriya (árabe)
- Arquico — حرقيقو / Arkiko (árabe)
- Asmara — አሥመራ / Asmära (tigrínia); أسمرا / Asmaraa (árabe)
- Sul, Região — ዞባ ደቡብ / Debub (tigrínia)
- Central, Região — ዞባ ማእከል / Maekel (tigrínia)
- Maçuá — ምጽዋዕ / Miṣṣiwa (tigrínia); مصوع / Maṣṣawaʿ (árabe)
- Nacfá — ናቕፋ / Nakfa  (tigrínia)
- Mar Vermelho do Norte, Região do — ዞባ ሰሜናዊ ቀይሕ ባሕሪ / Semien-Keih-Bahri
- Mar Vermelho do Sul, Região do — ዞባ ደቡባዊ ቀይሕ ባሕሪ / Debub-Keih-Bahri

## Eslováquia
Slovensko
- Cárpatos — Karpaty
- Cassóvia — Košice
- Danúbio — Dunaj
- Montes Centrais Eslovacos — Slovenské stredohorie
- Montes Metalíferos Eslovacos — Slovenské rudohorie
- Tatra, Montanhas — Tatry

## Eslovénia
Slovenija
- Alpes Julianos — Julijske Alpe
- Alta Carníola — Gorenjska
- Baixa Carníola — Dolenjska
- Baixa Estíria/Estíria Eslovena — Spodnja Štajerska / Slovenska Štajerska
- Baixo Sava — Spodnjeposavska regija
- Capodístria (antigo) — Koper
- Caríntia — Koroška
- Carníola — Kranjska
- Carníola Branca — Bela krajina
- Carníola Interior-Carso — Notranjsko-kraška regija
- Carníola Interior — Notranjska
- Carso — Kras
- Eslovénia Central — Osrednjeslovenska regija
- Eslovénia Ocidental — Zahodna Slovenija
- Eslovénia Oriental — Vzhodna Slovenija
- Eslovénia do Sudeste — Jugovzhodna Slovenija
- Gorícia (região) — Goriška
- Ístria — Istra
- Ístria Eslovena — Slovenska Istra
- Litoral-Carníola Interior — Primorsko-notranjska regija
- Litoral-Carso — Obalno-kraška regija
- Litoral esloveno — Primorska
- Liubliana — Ljubljana
- Médio Sava — Zasavska
- Mura, Região do — Pomurska
- Nova Gorícia — Nova Gorica
- Riviera Eslovena — Slovenska obala
- Savínia — Savinjska

## Espanha
España
- Aiamonte - Ayamonte
- Albarracim - Albarracín
- Alcira - Alzira (catalão) Alcira (castelhano)
- Alcoi - Alcoy (castelhano) Alcoi (catalão)
- Alhucemas, Penhão de - Peñón de Alhucemas
- Almança - Almanza
- Almeria - Almería
- Almunecar - Almuñécar
- Andaluzia - Andalucía
- Aragão - Aragón
- Astúrias - Asturias
- Bilbau - Bilbo (basco), Bilbao (castelhano)
- Biscaia - Bizkaia (basco), Vizcaya (castelhano)
- Bondia - Buendía
- Cádis - Cádiz
- Canárias - Canarias
- Cantábria - Cantabria
- Castela - Castilla
- Castela e Leão - Castilla y León
- Castela-Mancha - Castilla-La Mancha
- Catalunha - Catalunya (catalão), Cataluña (castelhano), Catalonha (aranês)
- Cidade Real- Ciudad Real
- Cidade Rodrigo - Ciudad Rodrigo
- Conca - Cuenca
- Córdova - Córdoba
- Corunha - A Coruña (galego) La Coruña (castelhano)
- Estremadura - Extremadura
- Forteventura - Fuerteventura
- Galiza - Galiza (galego) Galicia (galego e castelhano)
- Gerunda (raro) - Gerona (castelhano), Girona (catalão)
- Gomeira - La Gomera
- Guadalaxara - Guadalajara
- Guipúscoa - Gipuzkoa (basco), Guipúzcoa (castelhano)
- Irum - Irún (castelhano) Irun (basco)
- Lançarote - Lanzarote
- Leão - León
- Logronho - Logroño
- Madri (Brasil) - Madrid
- Maiorca - Mallorca
- Mançanares - Manzanares
- Mancha - La Mancha
- Medelim - Medellín
- Melilha - Melilla
- Minorca - Menorca
- Múrcia - Murcia
- Múrcia, Região de - Región de Murcia
- Nebrixa - Lebrija
- Picos da Europa - Picos de Europa
- Ourense - Ourense (galego) Orense (castelhano)
- País Basco - País Vasco
- Palência - Palencia
- Plasença - Plasencia
- Porto Magão - Maó (catalão); Mahón (castelhano)
- Roncesvales - Roncesvalles
- Samora - Zamora
- São Sebastião - San Sebastián (castelhano) Donostia (basco)
- Saragoça - Zaragoza
- Segóvia - Segovia
- Serra Nevada - Sierra Nevada
- Sevilha - Sevilla
- Sória - Soria
- Tordesilhas - Tordesillas
- Touro - Toro
- Truxilho - Trujillo
- Valência de Alcântara - Valencia de Alcántara
- Valência - València (catalão), Valencia (castelhano)
- Valhadolid/Valhadolide - Valladolid
- Velez da Gomeira, Penhão de - Peñón de Vélez de la Gomera
- Xaém - Jaén
- Xerez da Fronteira - Jerez de la Frontera

## Essuatíni
Eswatini (inglês); eSwatini (suazilandês)
- Mebabane — Mbabane (inglês); ÉMbábáne (suazilandês)
- Suazilândia — Swaziland (inglês); eSwatini (suazilandês)

## Estados Unidos da América
United Sates of America
- Alasca - Alaska
- Aleutas, ilhas - Aleutian Islands
- Anápolis - Annapolis
- Apalaches - Appalachian Mountains/Appalachians
- Arcansas - Arkansas
- Arcos, Parque Nacional dos - Arches National Park
- Austim (raro) - Austin
- Bancos Externos - Outer Banks
- Bóston - Boston
- Califórnia - California
- Canal, Parque Nacional das Ilhas do - Channel Islands National Park
- Cansas - Kansas
- Carolina do Norte - North Carolina
- Carolina do Sul - South Carolina
- Cascatas, Cordilheira das - Cascade Range
- Cascatas do Norte - North Cascades National Park
- Central, Vale - Central Valley
- Centro-Oeste- Midwest
- Clevelândia (raro) - Cleveland
- Colúmbia - Columbia
- Colúmbia, Rio - Columbia River
- Conecticute - Connecticut
- Costa Leste - East Coast
- Costa Oeste - West Coast
- Dacota do Norte/Dakota do Norte - North Dakota
- Dacota do Sul/Dakota do Sul - South Dakota
- Dalas - Dallas
- Delauare / Delavare (raro) - Delaware
- Dênver - Denver
- Dôver - Dover
- Filadélfia - Philadelphia
- Floresta Petrificada, Parque Nacional da - Petrified Forest National Park
- Fénix (raro) - Phoenix
- Flórida / Florida  - Florida
- Geórgia / Jórgia - Georgia
- Golfo, Costa do - Gulf Coast
- Grande Bacia - Great Basin
- Grande Canhão (raro) - Grand Canyon
- Grandes Dunas de Areia, Parque Nacional e Reserva - Great Sand Dunes National Park and Preserve
- Grande Lago Salgado - Great Salt Lake
- Grandes Lagos - Great Lakes
- Grandes Montanhas Fumegantes - Great Smoky Mountains
- Grandes Planícies - Great Plains
- Harrisburgo - Harrisburg
- Havai / Havaí (Brasil) - Hawaii (inglês), Hawai'i (havaiano)
- Ilinóis - Illinois
- Indianápolis - Indianapolis
- Iova (raro) - Iowa
- Luisiana - Louisiana
- Luisvila (raro) - Louisville
- Marilândia (raro) - Maryland
- Massachussetes (raro) - Massachusetts
- Mênfis - Memphis
- Michigão - Michigan
- Lago Michigão - Michigan Lake
- Minesota / Minessota (raro) - Minnesota
- Miniápolis - Minneapolis
- Mississípi - Mississippi
- Missúri / Missuri - Missouri
- Morte, Vale da - Death Valley
- Niágara, cataratas do - Niagara Falls
- Niágara, rio - Niagara River
- Nova Hampshire / Nova Hanónia (raro) - New Hampshire
- Nova Inglaterra - New England
- Nova Iorque - New York
- Nova Jérsei (Brasil) / Nova Jérsia (Portugal) - New Jersey
- Nova Orleães / Nova Orleans (Brasil) - New Orleans (inglês), La Nouvelle-Orléans (francês)
- Novo México - New Mexico (inglês), Nuevo México (espanhol)
- Oaio (raro) - Ohio
- Oclaoma - Oklahoma
- Oregão - Oregon
- Pensilvânia - Pennsylvania
- Planícies Interiores - Interior Plains
- Portas do Ártico, Parque Nacional e Rerserva das - Gates of the Arctic National Park and Preserve
- Porto Rico - Puerto Rico
- Providência - Providence
- Rochosas, Montanhas - Rocky Mountains
- Rodes, Ilha de (raro) - Rhode Island
- Salém - Salem
- Santa Fé - Santa Fe
- São Francisco - San Francisco
- São Paulo (raro) - Saint Paul
- Seatle - Seattle
- Serra Nevada - Sierra Nevada
- Sul da Flórida, Região Metropolitana do - South Florida Metropolitan Area
- Sul Profundo - Deep South
- Tenessi - Tennessee
- Utá - Utah
- Viomingue (raro) - Wyoming
- Virgínia - Virginia
- Virgínia Ocidental - West Virginia
- Visconsim (raro) - Wisconsin

## Estónia
Eesti
- Báltico, Mar — Läänemeri
- Livónia — Liivimaa
- Taline — Tallinn
- Riga, Golfo de — Liivi laht

## Esvalbarda
Svalbard
- Alberto I, Terra de — Albert I Land
- Amesterdão, Ilha / Ilha Amesterdã (Brasil) — Amsterdamøya
- Augusta, Baía de — Augustabukta
- Baleeiros, Baía dos — Whaler's Bay
- Barentsburgo — Barentsburg
- Cabo Norte, Estreito do — Nordkappsundet
- Carlos Alexandre, Ilha de — Karl Alexanderøya
- Carlos XII, Ilha de — Karl XII-øya
- Dinamarqueses, Estreito dos — Danskegattet
- Dinamarqueses, Ilha dos — Danskøya
- Esmeremburgo — Smeerenburg
- Francisco, Ilha de — Franzøya
- Geógrafo, Ilha do — Geograføya
- Gronelândia, Mar da / Mar de Groenlândia (Brasil) — Grønlandshavet
- Guilherme, Ilha de — Wilhelmøya
- Gustavo Adolfo, Terra de — Gustav Adolf Land
- Gustavo V, Terra de — Gustav V Land
- Hamburgo, Baía de — Hamburgbukta
- Jaime I, Terra de — James I Land
- Maria Teresa, Pico de — Maria Theresiatoppen
- Mil Ilhas — Tusenøyane
- Noroeste, Terra do — Nordaustlandet
- Noroeste, Ilhas do — Nordvestøyane
- Noruega, Mar da — Norskehavet
- Norte, Cabo — Nordkapp
- Olavo V, Terra de — Olav V Land
- Óscar II, Terra de — Oscar II Land
- Príncipe Henrique, Cordilheira do — Prins Heinrichfjella
- Príncipe Henrique, Ilha do — Prins Heinrichøya
- Príncipe Óscar, Terra do — Prins Oscars Land
- Rei Carlos, Terra do — Kong Karls Land
- Rei Luís, Ilhas do — Kong Ludvigøyane
- São Lourenço, Baía de — St. Laurentiusbukta
- Sueca, Ilha — Svenskøya
- Sueca, Baía — Svenskebukta
- Urso, Ilha do — Bjørnøya

## Etiópia
ኢትዮጵያ / Ityop'ia
- Adis Abeba — አዲስ አበ / Addis Abäba
- Amara — አማራ / Amhara
- Benichangul-Gumaz — ቤንሻንጉል ጉሙዝ / Benšangul Gumuz
- Dire Daua — ድሬ ዳዋ / Dirē Dawa
- Gambela — ጋምቤላ / Gambella
- Harari — ሐረሪ / Hareri
- Nações, Nacionalidades e Povos do Sul, Região das — የደቡብ ብሔር ብሔረሰቦችና ህዝቦች ክልል / Yädäbub Bḥer Bḥeräsäbočna Hzboč Kllə
- Oromia — ኦሮሚያ / Oromiya
- Somaliana, Região — የሶማሌ ክልል / Yesomale Kilili
- Tigré, Região — ትግራይ ክልል / Tigirayi Kilili

## Ilhas Féroe
Føroyar (feroês); Færøerne (dinamarquês)

## Filipinas
Pilipinas (filipino/tagalo); Philippines (inglês)
- Bojol — Bohol (filipino/tagalo e inglês)
- Bojol, Mar de — Dagat Bohol (filipino/tagalo) / Bohol Sea (inglês)
- Calabarção — Calabarzon (filipino/tagalo e inglês)
- Camiguim — Camiguin (filipino/tagalo e inglês)
- Celebes, Mar de — Dagat Selebes/Dagat Sulawesi (filipino/tagalo) / Celebes Sea (inglês)
- China Meridional, Mar da — Dagat Timog Tsina (filipino/tagalo) / South China Sea (inglês)
- Cidade Quezon — Lungsod Quezon (filipino/tagalo) / Quezon City (inglês)
- Davau, Região de — Rehiyon ng Davao (filipino/tagalo) / Davao Region (inglês)
- Davau, Cidade de — Lungsod ng Davao (filipino/tagalo) / Davao City (inglês)
- Filipinas, Mar das — Dagat Pilipinas (filipino/tagalo) / Philippine Sea (inglês)
- Lanao do Sul — Timog Lanao (filipino/tagalo) / Lanao del Sur (inglês)
- Lução — Luzon (filipino/tagalo e inglês)
- Lução Central — Gitnang Luzon (filipino/tagalo) / Central Luzon (inglês)
- Lução, Estreito de — Kipot ng Luzon (filipino/tagalo) / Luzon Strait (inglês)
- Mindanau — Mindanao (filipino/tagalo e inglês)
- Mindanau Muçulmano, Região Autónoma do — Rehiyong Awtonomo ng Muslim Mindanao (filipino/tagalo) / Autonomous Region of Muslim Mindanao (inglês)
- Mindanau Setentrional — Hilagang Mindanao (filipino/tagalo) / Northern Mindanao (inglês)
- Negros Ocidental — Kanlurang Negros (filipino/tagalo) / Negros Occidental (inglês)
- Negros Oriental — Silangang Negros (filipino/tagalo)
- Palauã — Palawan (filipino/tagalo e inglês)
- Panai — Panay (filipino/tagalo e inglês)
- Região da Capital Nacional — Pambansang Punong Rehiyon (filipino/tagalo) / National Capital Region (inglês)
- Sámar — Samar (filipino/tagalo e inglês)
- Sámar, Província de — Lalawigan ng Samar (filipino/tagalo) / Province of Samar (inglês)
- Vale de Cagaiã — Lambak ng Cagayan (filipino/tagalo) / Cagayan Valley (inglês)
- Vissaias — Kabisayaan (filipino/tagalo) / Visayas (inglês)
- Vissaias Centrais — Gitnang Kabisayaan (filipino/tagalo) / Central Visayas (inglês)
- Vissaias Ocidentais — Kanlurang Kabisayaan (filipino/tagalo) / Western Visayas (inglês)
- Vissaias Orientais — Silangang Kabisayaan (filipino/tagalo) / Eastern Visayas (inglês)

## Finlândia
Suomi (finlandês); Finland (sueco)
- Alanda — Åland (sueca) / Ahvenanmaa (finlandês)
- Alta Savónia / Alta Savônia (Brasil) — Ylä-Savo (finlandês) / Övre Savolax (sueco)
- Alto Pirkanmaa — Ylä-Pirkanmaa (finlandês) / Övre Birkaland (sueco)
- Arquipélago — Ålands landsbygd (sueco) / Ahvenanmaan maaseutu (finlandês)
- Campo — Ålands landsbygd (sueco) / Ahvenanmaan maaseutu (finlandês)
- Carélia Central — Keski-Karjala (finlandês) / Mellersta Karelens (sueco)
- Carélia do Norte — Pohjois-Karjala (finlandês) / Norra Karelen (sueco)
- Carélia do Pielinen — Pielisen Karjala (finlandês) / Pielinen-Karelen (sueco)
- Carélia do Sul — Etelä-Karjala (finlandês) / Södra Karelen (sueco)
- Finlândia Central — Keski-Suomi (finlandês) / Mellersta Finland (sueco)
- Finlândia do Sudoeste — Varsinais-Suomi (finlandês) / Egentliga Finland (sueco)
- Finlândia dos Vakka — Vakka-Suomi (finlandês)/Nystadsregionen (sueco)
- Finlândia Meridional — Etelä-Suomen lääni (finlandês) / Södra Finlands län (sueco)
- Finlândia Ocidental — Länsi-Suomen lääni (finlandês) / Västra Finlands län (sueco)
- Finlândia Oriental — Itä-Suomen lääni (finlandês) / Östra Finlands län (sueco)
- Grande Helsínquia — Suur-Helsinki (finlandês) / Storhelsingfors (sueco)
- Helsínquia / Helsinque (Brasil) — Helsinki (finlandês) / Helsingfors (sueco)
- Lapónia — Lappi (finlandês) / Lappland (sueco)
- Lapónia Montanhosa — Tunturi-Lapi (finlandês) / Fjäll-Lappland (sueco)
- Lapónia Oriental — Itä-Lapi (finlandês) / Östra Lappland (sueco)
- Lapónia Setentrional — Pohjois-Lapi (finlandês) / Norra Lappland (sueco)
- Ostrobótnia — Österbotten (sueco) / Pohjanmaa (finlandês)
- Ostrobótnia Central — Keski-Pohjanmaa (finlandês) / Mellersta Österbotten (sueco)
- Ostrobótnia Meridional — Etelä-Pohjanmaa (finlandês) / Södra Österbotten (sueco)
- Ostrobótnia Setentrional — Pohjois-Pohjanmaa (finlandês) / Norra Österbotten (sueco)
- Pirkanmaa do Noroeste — Luoteis-Pirkanmaa (finlandês) / Nordvästra Birkaland (sueco)
- Pirkanmaa do Sudoeste — Lounais-Pirkanmaa (finlandês) / Sydvästra Birkaland (sueco)
- Pirkanmaa Meridional — Etelä-Pirkanmaa (finlandês) / Södra Birkaland (sueco)
- São Miguel — Mikkeli (finlandês) / S:t Michels (sueco)
- Satakunta Setentrional — Pohjois-Satakunta (finlandês) / Norra Satakunta (sueco)
- Savónia do Nordeste — Koillis-Savo (finlandês) / Nordöstra Savolax (sueco)
- Savónia Meridional — Etelä-Savo (finlandês) / Södra Savolax (sueco)
- Savónia Setentrional — Sisä-Savo (finlandês) / Inre Savolax (sueco)
- Sul da Ostrobótnia — Sydösterbotten (sueco) / Suupohja (finlandês)
- Taváscia do Päijänne — Päijät-Häme (finlandês) / Päijänne-Tavastland (sueco)
- Taváscia Própria — Kanta-Häme (finlandês) / Egentliga Tavastland (sueco)
- Torne, Vale de — Torniolaakso (finlandês) / Tornedalen (sueco)

## França
France
- Alpes da Alta Provença - Alpes-de-Haute-Provence
- Alpes Marítimos - Alpes-Maritimes
- Alta Córsega - Haute-Corse
- Alta Saboia - Haut-Savoie
- Alto Garona - Haute-Garonne
- Alto Loire - Haut-Loire
- Alto Marne - Haute-Marne
- Alto Reno - Haut-Rhin
- Alto Sona - Haut-Saône
- Alto Viena - Haut-Vienne
- Altos Alpes - Hautes-Alpes
- Altos de França - Hauts-de-France
- Altos do Sena - Hauts-de-Seine
- Altos Pirenéus - Hauts-Pyrénées
- Ardenas - Ardennes
- Arieja - Ariège
- Auvérnia-Ródano-Alpes - Auvergne-Rhône-Alpes
- Avinhão - Avignon
- Baiona - Bayonne
- Baixo Reno - Bas-Rhin
- Belforte, Território de - Territoire de Belfort
- Bocas do Ródano - Bouches-du-Rhône
- Bordéus - Bordeaux
- Borgonha-Franco-Condado - Bourgogne-Franche-Comté
- Bretanha - Bretagne
- Caiena - Cayenne
- Carcassona - Carcassonne
- Centro-Vale do Loire - Centre-Val de Loire
- Charente Marítimo - Charente-Maritime
- Córsega - Corse
- Córsega do Sul - Corse-du-Sud
- Costa de Ouro - Côte-d'Or
- Costas da Armória - Côtes-d'Armor
- Dordonha - Dordogne
- Droma - Drôme
- Dunquerque - Dunkerque
- Erau - Hérault
- Estrasburgo - Strasbourg
- Eure e Loir - Eure-et-Loir
- Finisterra - Finistère
- Forte de França - Fort-de-France
- Gardão - Gard
- Gironda - Gironde
- Grande Leste - Grand Est
- Guadalupe - Guadeloupe
- Guiana Francesa - Guyane (française)
- Ilha de França - Île-de-France
- Ille e Vilaine - Ille-et-Vilaine
- Indre e Loire - Indre-et-Loire
- Isera - Isère
- Lião, Lion - Lyon
- Loir e Cher - Loir-et-Cher
- Loire Atlântico - Loire-Atlantique
- Lot e Garona - Lot-et-Garonne
- Maine e Loire - Maine-et-Loire
- Maiote - Mayotte
- Mamudzu - Mamoudzou
- Mancha - Manche
- Martinica - Martinique
- Marselha - Marseille
- Meurthe e Mosela - Meurthe-et-Moselle
- Mosa - Meuse
- Mosela - Moselle
- Narbona - Narbonne
- Nimes - Nîmes
- Normandia - Normandie
- Norte - Nord
- Nova Aquitânia - Nouvelle-Aquitaine
- Nova Caledónia - Nouvelle Calédonie
- Orleães - Orléans
- Occitânia - Occitanie
- País do Loire - Pays de la Loire
- Passo de Calais - Pas-de-Calais
- Perpinhão - Perpignan
- Pirenéus Atlânticos - Pyrénées-Atlantiques
- Pirenéus Orientais - Pyrénées-Orientales
- Polinésia Francesa - Polynésie française
- Provença-Alpes-Costa Azul - Provence-Alpes-Côte d'Azur
- Reunião - Réunion
- Ródano - Rhône
- Ruão - Rouen
- Saboia - Savoie
- São Bartolomeu - Saint-Barthélemy
- São Dinis - Saint-Denis
- São Martinho - Saint-Martin
- São Pedro e Miquelão - Saint-Pierre-et-Miquelon
- Sena e Marne - Seine-et-Marne
- Sena Marítimo Seine-Maritime
- Sena-São Dinis - Seine-Saint-Denis
- Sona e Loire - Saône-et-Loire
- Tarne e Garona - Tarn-et-Garonne
- Terras Austrais e Antárticas Francesas - Terres australes et antarctiques françaises
- Valclusa - Vaucluse
- Vale do Marne - Val-de-Marne
- Vale do Oise - Val-d'Oise
- Vendeia - Vendée
- Versalhes - Versailles
- Viena - Vienne
- Wallis e Futuna - Wallis-et-Futuna

## Gabão
Gabon
- Librevile — Libreville

## Gâmbia
The Gambia

## Gana
Ghana
- Acra — Accra

## Geórgia
საქართველო / Sak'art'velo
- Cáucaso — კავკასია / K'avk'asia
- Tebilíssi — თბილისი / Tbilisi

## Granada
Grenada
- Martinica, Canal de — Martinique Channel
- Pequena Martinica — Petit Martinique
- Pequena São Vicente — Petit Saint Vincent
- Santa Catarina, Monte — Mount Saint Catherine
- Santo André — Saint Andrew
- São David — Saint David
- São João — Saint John
- São Jorge — Saint George's
- São Jorge, Paróquia de — Saint George
- São Marcos — Saint Mark
- São Patrício — Saint Patrick

## Grécia
Hélade — Ελλάς / Hellas
- Atenas — Αθήνα / Athína
- Corfu — Κέρκυρα / Kérkyra
- Esparta — Σπάρτη / Spárti
- Náuplia — Ναύπλιο / Náfplion
- Naxos — Νάξος / Náxos
- Patras — Πάτρα / Pátras
- Pireu — Πειραιάς / Pireás
- Rodes — Ρόδος / Ródhos
- Salónica / Tessalônica (Brasil) — Θεσσαλονίκη / Thessaloníki

## Gronelândia / Groenlândia (Brasil)
Kalaallit Nunaat (gronelandês); Grønland (dinamarquês)
- Nuque — Nuuk (gronelandês); Godthåb (dinamarquês)

## Guame
Guam (inglês); Guåhån (chamorro)
- Aganha — Hagåtña (inglês/chamorro)

## Guernesei
Guernsey (inglês); Guernesey (francês)
São Pedro Porto — Saint Peter Port (inglês); Saint Pierre Port (francês)

## Guiana
Guyana

## Guiné
Guinée
- Alta Guiné — Haute-Guinée
- Alto Níger, Parque Nacional do — Parc National du Haut-Niger
- Baixa Guiné — Basse-Guinée
- Bissandugu — Bissandougou
- Conacri — Conakry
- Conacri, Região de — Région de Conakry
- Futa Jalom — Fouta Djallon
- Gâmbia, Rio — Gambie
- Guiné Florestal — Guinée forestière
- Guiné Marítima — Guinée maritime
- Ídolos, Ilhas dos — Îles de Los/Îles de Loos
- Média Guiné — Moyenne-Guinée
- Níger, Rio — Niger
- Rio Nunes — Nunez
- Rio São Paulo — Saint-Paul
- Senegal, Rio — Sénégal
- Ilha Tristão — Île Tristan/Tristao

## Guiné Equatorial
Guinea Ecuatorial

## Haiti
Haïti (francês); Ayiti (crioulo haitiano)
- Porto Príncipe — Port-au-Prince

## Honguecongue
香港 / Hēunggóng / Xiānggǎng (cantonês Yale/Hanyu Pinyin); Hong Kong (inglês)

## Hungria
Magyarország
- Alta Hungria — Felvidék
- Banato — Bánát/Bánság
- Barânia — Baranya
- Budapeste — Budapest
- Cárpatos — Kárpátok
- Cumânia — Kunság
- Danúbio, Rio — Duna
- Drava, Rio — Dráva
- Grande Cumânia — Nagykunság
- Grande Planície e Norte — Alföld és Észak
- Grande Planície Húngara — Alföld/Nagy-Magyar-Alföld
- Grande Planície Meridional — Dél-Alföld
- Grande Planície Setentrional — Észak-Alföld
- Hungria Central — Közép-Magyarország
- Hungria Setentrional — Észak-Magyarország
- Margarida, Ilha — Margit-sziget
- Montanhas Transdanubianas — Dunántúli-középhegység
- Panónia/Panônia, Planície da — Kárpát-medence
- Pequena Cumânia — Kiskunság
- Pequena Planície Húngara — Kisalföld
- Peste — Pest
- Transdanúbia — Dunántúl
- Transdanúbia Central — Közép-Dunántúl
- Transdanúbia Meridional — Dél-Dunántúl
- Transdanúbia Ocidental — Nyugat-Dunántúl
- Turquia Suábia — Sváb-Törökország
- Visegrado — Visegrád

## Iémen (Portugal), Iêmen (Brasil), Iémem  (Portugal) ou Iêmem (Brasil)
اليمن / Al-Yaman
- Abdalcuria[2] — عبد الكوري / Abd al-Kuri
- Áden/Ádem/Adem/Adém[3] — عدن / ʻAdin/ʻAdan
- Áden/Ádem/Adem/Adém, Golfo de[3] — خليج عدن / Ḫalīǧ ʻAdan
- Áden/Ádem/Adem/Adém, Província de[3] — عدن  / ʻAdin/ʻAdan
- Estreito de Alexandre — باب اسكندر‎ / Bab Iskender
- Arábia do Sul, Federação da — اتحاد الجنوب العربي / Ittihad al-Janub al-‘arabi
- Arábico, Mar — بحر العرب / Baḥr al-'Arab
- Auçã, Reino de[4] — مملكة أوسان / Mamlakat 'Awsan
- Xaer/Axir[5] — الشحر‎ / ash-Shihr
- Babelmândebe[6] — باب المندب / Bab-el-Mandeb
- Beida[7] — البيضاء / al-Bayda'
- Beida, Província de[7] — البيضاء / al-Bayda'
- Camarão, Ilha do — كمران / Kamarān
- Caxém[8] — قشن‎ / Qishn
- Chábua — شبوة / Shabwah
- Emirados Árabes do Sul, Federação dos — اتحاد إمارات الجنوب العربي / Ittiḥād ʾImārāt al-Janūb al-ʿArabiyy
- Hadramaute/Hadramute[9] — حضرموت / Ḥaḍramawt
- Hadramaute/Hadramute, Província de[9] — حضرموت / Ḥaḍramawt
- Haja — حجة / Hajjah
- Haja, Província de — حجة / Hajjah
- Hodeida[10] — الحديدة / al-Hudaydah
- Hodeida, Província de[10] — الحديدة / al-Hudaydah
- Irmãos — الأخوين‎ / al-Akhawain
- Jaufe[11] — الجوف / al-Jawf
- Mara[12] — المهرة / Mahra
- Moca[13] — المخا / al-Mukhā
- Mucala[14] — المكلا‎ / al-Mukallā
- Perim[15] — بريم‎ / Barīm
- Saná[16] — ﺻﻨﻌﺎﺀ / Ṣan‘ā’
- Saná, Província de[16] — ﺻﻨﻌﺎﺀ / Ṣan‘ā’
- Seiune — سَيْئُوْن / Seiyun
- Socotorá[17] — سقطرة / Suqutrah
- Taiz[18] — تعز / Ta'izz
- Taiz, Província de[18] — تعز / Ta'izz
- Tarim[19] — تَرِيْم‎ / Tarīm
- Tiama[20] — تهامة‎‎ / Tihāmah
- Vermelho, Mar — البحر الأحمر / Al Baḥr al aḥmar
- Xeique Saíde, Península do — Jabal al-Sheikh Said
- Zabide[21] — زَبِيد‎ / Zabīd

## Índia
ভাৰত / Bharôt (assamês); ভারত / Bharot (bengalês); India (inglês); ભારત / Bhārat (guzerate); भारत, हिंदुस्तान / Bhārat, Hindustān (híndi);  ಭಾರತ / Bhārata (canarês); ہندوستان / Hindōstān (caxemira); भारत / Bhārat (concânio); ഇന്ത്യ, ഭാരതം / Inḍya, Bhāratam (malaiala); भारत / Bhārat (marata); भारत / Bhārat (nepalês); ଭାରତ / Bharôtô (oriá); ਭਾਰਤ, ਹਿੰਦੁਸਤਾਨ / Bhārat, Hindustān (panjabi); भारतम् / Bhāratam (sânscrito); ڀارت، هندستان / Bhāratu, Hindustānu (sindi); இந்தியா, பாரத / Indiyā, Bārata (tâmil); భారత దేశం / Bhāratadēsham (telugu); ہندوستان، بھارت / Hindostān, Bhārat (urdu)
- Belgão - Belgaum (inglês); बेलगाम / Bēḷagāma (híndi); ಬೆಳಗಾವಿ / Beḷagāvi (canarês)
- Calcutá — Kolkata/Calcutta (inglês); कोलकता (híndi)
- Calecute — Calicut/Kozhikode (inglês); കോഴിക്കോട് / Kozhikode (malaiala)
- Dadrá e Nagar-Aveli — Dadra and Nagar Haveli
- Deli — Delhi (inglês; दिल्ली (híndi); ਦਿੱਲੀ (punjabi)
- Goa — गोंय (concânio); गोवा (marata)
- Bombaim — Mumbai/Bombay (inglês); मुंबई (marata)
- Negapatão — Nagapattinam
- Nova Deli (Portugal) / Nova Déli (Brasil) — New Delhi (inglês); नई दिल्ली (híndi); ਨਵੀਂ ਦਿੱਲੀ (panjabi); نئی دلی (urdu)

## Indonésia
Indonesia
- Achém — Aceh
- Bornéu — Kalimantan
- Celebes — Sulawesi
- Celebes Centrais — Sulawesi Tengah
- Celebes do Sudeste — Sulawesi Tenggara
- Celebes Meridionais — Sulawesi Selatan
- Celebes Setentrionais — Sulawesi Utara
- Cracatoa — Krakatau
- Jacarta — Jakarta
- Java — Jawa
- Java Central — Jawa Tengah
- Java Ocidental — Jawa Barat
- Jogjacarta — Yogyakarta
- Molucas, Ilhas — Kepulauan Maluku
- Molucas Setentrionais, Ilhas — Maluku Utara
- Nova Guiné — Papua
- Papua — Papua
- Papua Ocidental — Papua Barat
- Samatra — Sumatra
- Samatra Ocidental — Sumatera Barat
- Samatra Setentrional — Sumatera Utara
- Sonda, Ilhas da — Kepulauan Sunda
- Sonda, Grandes Ilhas da — Kepulauan Sunda Besar
- Sonda, Pequenas Ilhas da — Kepulauan Nusa Tenggara/Kepulauan Sunda Kecil
- Sonda Ocidentais, Pequenas Ilhas da — Nusa Tenggara Barat
- Sonda Orientais, Pequenas Ilhas da — Nusa Tenggara Timur
- Timor Ocidental — Timor Barat

## Irão / Irã (Brasil)
ایران / Īrān
- Teerão / Teerã (Brasil) — تهران / Tehrān

## Iraque
العراق / Al-'Iraq (árabe); Îraq (curdo)
- Bagdade / Bagdá (Brasil) — بغداد / Baghdad (árabe); Bexda (curdo)

## Irlanda
Éire (irlandês); Ireland (inglês)
- Dublim — Baile Átha Cliath (irlandês); Dublin (inglês)
- Dublim do Sul — Baile Átha Cliath Theas (irlandês); South Dublin (inglês)

## Islândia
Ísland
- Capital, Região da — Höfuðborgarsvæði
- Fiordes Ocidentais — Vestfirðir
- Húnaþing Ocidental — Húnaþing vestra
- Meridional, Região — Suðurland
- Nordeste, Região do — Norðurland eystra
- Noroeste, Região do — Norðurland vestra
- Ocidental, Região — Vesturland
- Oriental, Região — Austurland
- Península Meridional — Suðurnes
- Rangárþing Exterior — Rangárþing ytra
- Rangárþing Oriental — Rangárþing eystra
- Reiquiavique/Reiquejavique — Reykjavík

## Israel
ישראל / Yisrael (hebraico); إسرائيل / Isrā'īl (árabe)
- Jerusalém — יְרוּשָׁלַיִם / Yerushaláyim (hebraico); القدس / al-Quds (árabe)

## Itália
Italia
- Abruzos — Abbruzo
- Alexandria — Alessandria
- Alguero — Alghero
- Âncona — Ancona
- Apúlia — Puglia
- Áquila — L'Aquilla
- Arécio — Arezzo
- Avelino — Avellino
- Bári — Bari
- Bérgamo — Bergamo
- Bolonha — Bologna
- Bréscia — Brescia
- Bríndisi — Brindisi
- Cálhari — Cagliari
- Calábria — Calabria
- Campânia — Campania
- Catânia — Catania
- Cosença — Cosenza
- Emília-Romanha — Emilia-Romagna
- Ena — Enna
- Florença — Firenze
- Friul — Friuli
- Friul-Veneza Júlia — Friuli-Venezia Giulia
- Génova — Genova
- Gorícia — Gorizia
- Impéria — Imperia
- Isérnia — Isernia
- Lácio — Lazio
- Ligúria — Liguria
- Luca — Lucca
- Mântua — Mantova
- Marcas — Marche
- Milão — Milano
- Módena — Modena
- Nápoles — Napoli
- Núrcia — Norcia
- Ólbia — Olbia
- Ólbia-Tempio — Olbia-Tempio
- Pádua — Padova
- Paula — Paola
- Perúgia — Perugia
- Pésaro — Pesaro
- Pésaro e Urbino — Pesaro e Urbino
- Pistóia — Pistoia
- Placência — Piacenza
- Potência — Potenza
- Ravena — Ravenna
- Régio da Calábria — Reggio Calábria
- Régio da Emília — Reggio Emilia
- Rímini — Rimini
- Roma Capital — Roma Capitale
- Sardenha — Sardegna
- Sardenha do Sul — Sud Sardegna
- Sássari — Sassari
- Sicília — Sicilia
- Tarento — Taranto
- Téramo — Teramo
- Toscânia — Toscana
- Trápani — Trapani
- Trentino-Alto Ádige — Trentino-Alto Adige
- Turim — Torino
- Údine — Udine
- Úmbria — Umbria
- Vale de Aosta — Valle d'Aosta
- Véneto — Veneto
- Veneza — Venezia
- Veneza Júlia — Venezia Giulia
- Vicença — Vicenza

## Japão
日本 / Nihon, Nippon
- Tóquio — 東京 / Tōkyō
- Nagasáqui — 長崎 / Nagasaki
- Osaca — 大阪  / Ōsaka
- Quioto — 京都 / Kyōto

## Jérsia
Jersey (inglês/francês); Jèrri (jèrriais)
- Santo Helério — Saint Helier (inglês); Saint Hélier (francês); Saint Hélyi (jèrriais)

## Jibuti / Djibuti (Brasil)
Djibouti (francês); جيبوتي / Jībūtī (árabe)

## Jordânia
الأردن / Al-’Urdun
- Amã — عمان / ‘Ammān

## Laos
ປະເທດລາວ / Lao
- Vienciana — ວຽງຈັນ / Vientiane, Vieng Chan[nota 5]

## Lesoto
Lesotho (inglês, sesoto)

## Letónia
Latvija
- Báltico, Mar — Baltijas jūra
- Curlândia — Kurzeme
- Duína Ocidental, Rio — Daugava
- Latgália/Letgália/Lategália — Latgale
- Livónia/Livônia — Livonija
- Riga — Rīga
- Riga, Golfo de — Rīgas jūras līcis
- Selónia/Selônia — Sēlija
- Semigola/Semigália — Zemgale

## Líbano
لبنان / Lubnān
- Beirute — بيروت / Bayrūt

## Libéria
Liberia
- Monróvia — Monrovia

## Líbia
ليبيا / Lībiyā
- Trípoli — طرابلس / Tarabulus

## Listenstaine
Liechtenstein 

## Lituânia
Lietuva
- Vílnius — Vilnius
- Niémen, Rio — Nemunas

## Luxemburgo
- Luxemburgo — Luxembourg (francês); Lëtzebuerg (luxemburguês), Luxemburg (alemão)

## Macedónia
Македонија / Makedonija
- Ocrida, Ócrida ou Ácrida — Охрид / Ohrid
- Escópia — Скопје / Skopje

## Madagáscar[nota 8]
Madagascar (francês); Madagasikara (malgaxe)

## Maláui
Malawi (inglês); Malaŵi (nianja)
- Lilôngue — Lilongwe

## Malásia
Malaysia
- China Meridional, Mar da - Laut China Selatan
- Bornéu - Borneo
- Bornéu do Norte - Borneo Utara
- Calantão - Kelantan
- Cuala Lumpur — Kuala Lumpur
- Joor - Johor
- Joor Baru - Johor Bahru
- Labuão - Labuan
- Malaca - Melaka
- Malaca, Cidade de - Bandaraya Melaka/Kota Melaka
- Malásia Oriental - Malaysia Timur
- Malásia Peninsular - Semenanjung Malaysia
- Malaia, Federação da - Persekutuan Tanah Melayu
- Negri Sambilão - Negeri Sembilan
- Paão - Pahang
- Penão - Pulau Penang
- Peraque - Perak
- Putrajaia - Putrajaya
- Quedá - Kedah
- Sabá - Sabah
- Sarauaque - Sarawak
- Trenganu - Terengganu
- Vitória - Bandar Victoria

## Maldivas
ދިވެހިރާއްޖެ / Dhivehi Raajje

## Mali
- Bamaco — Bamako (francês); Bamakɔ (bambara)

## Malta
- Norte — Northern (inglês) / Tramuntana (maltês)
- Santa Lúcia — Santa Luċija (inglês/maltês)
- São João — Saint John's (inglês) / San Ġwann (maltês)
- São Julião — Saint Julian's (inglês) / San Ġiljan (maltês)
- São Lourenço — Saint Lawrence (inglês) / San Lawrenz (maltês)
- São Paulo, Baía de — Saint Paul's Bay (inglês) / San Pawl il-Baħar (maltês)
- Sudeste — South Eastern (inglês) / Xlokk (maltês)
- Sul — Southern (inglês) / Nofsinhar (maltês)
- Valeta — Valletta (inglês/maltês)
- Vitória — Victoria (inglês) / Il-Belt Victoria (maltês)

## Ilhas Marechal
Marshall Islands (inglês); Aorōkin M̧ajeļ (marechalino)

## Ilhas Marianas do Norte
Northern Mariana Islands
- Saipã — Saipan
- Norte, Ilhas do — Northern Islands

## Marrocos
المغرب / Al-maɣréb (árabe); ⴰⵎⵔⵔⵓⴽ, ⵍⵎⵖⵔⵉⴱ / Amerruk / Elmeɣrib (berber)
- Casablanca — الدار البيضاء / ed-Dar el-Biḍa (árabe)
- Marraquexe — مراكش‎ / Mer-reksh (árabe); ⵎⴻⵕⵕⴰⴽⴻⵛ / Meṛṛakec (berber)
- Rabate/Rebate — الرباط / Ar-ribaaṭ (árabe); ⴻⵔⵔⴱⴰⵟ / Errbaṭ (berber)
- Ujda — وجدة / Wudjda (árabe) ; ⵡ:ⵊⴷⴰ / Wujda (berber)
- Agmate — أغمات / Aghmat

## Maurícia / Maurício (Brasil)
Mauritius (inglês); Maurice (francês)
- Porto Luís — Port Louis

## Mauritânia
موريتانيا / Mūrītānyā
- Nuaquechote — نواكشوط‎ / Nuwākshūṭ

## México
- Águas Quentes (raro) — Aguascalientes
- Águas Quentes, Estado de (raro) — Estado de Aguascalientes
- Anjo da Guarda, Ilha — Isla Ángel de la Guarda
- Baixa Califórnia — Baja California
- Baixa Califórnia, Deserto da — Desierto de Baja California
- Baixa Califórnia, Península da — Península de Baja California
- Baixa Califórnia Sul — Baja California Sur
- Califórnia, Golfo da — Golfo de California
- Cancum — Cancún
- Caraíbas, Mar das / Mar do Caribe (Brasil) — Mar Caribe
- Centro-Sul — Centro-Sur
- Chiuaua — Chihuahua
- Chiuaua, Deserto — Desierto de Chihuahua
- Chiuaua, Estado de — Estado de Chihuahua
- Cidade do México — Ciudad de México
- Cidade Juárez — Ciudad Juárez
- Coauila de Saragoça — Coahuila de Zaragoza
- Cristais, Caverna dos — Cueva de los Cristales
- Douro, Rio — Río Duero
- Eixo Neovulcânico — Eje Neovolcánico
- Gorda, Serra — Sierra Gorda
- Grande, Rio — Río Bravo (del Norte)
- Guadalaxara (raro) — Guadalajara
- Iucatão / Iucatã (Brasil) — Yucatán
- Iucatão, Canal do / Canal de Iucatã (Brasil) — Canal de Yucatán
- Iucatão, Península de / Península de Iucatã (Brasil) — Península de Yucatán
- Leão — León
- Michoacão — Michoacán
- Monterrei — Monterrey
- Mulheres, Ilha das — Isla Mujeres
- Naiarite — Nayarit
- Navalhas, Serra das — Sierra de las Navajas
- Novo Laredo — Nuevo Laredo
- Novo Leão — Nuevo León
- Oriçaba — Orizaba
- Oriçaba, Pico de — Pico de Orizaba
- Reinosa — Reynosa
- Riviera Maia — Riviera Maya
- Saltilho — Saltillo
- Santo André, Falha de — Falla de San Andrés
- São Lucas, Cabo — Cabo San Lucas
- São Luís Potosi — San Luis Potosí
- São Luís Potosí, Estado de — Estado de San Luis Potosí
- São Pedro Mártir, Serra de — Sierra de San Pedro Mártir
- Serra Madre de Chiapas — Sierra Madre de Chiapas
- Serra Madre do Sul — Sierra Madre del Sur
- Serra Madre Ocidental — Sierra Madre Occidental
- Serra Madre Oriental — Sierra Madre Oriental
- Sudoeste — Sureste
- Sul — Sur
- Vulcão de Fogo — Volcán de Fuego
- Xalisco (raro) — Jalisco

## Mianmar/Birmânia
မြန်မာ / Myanma
- Alta Birmânia — အထက်မြန်မာပြည် / Aahtaatmyanmarpyi
- Andamão, Mar de — ကပ္ပလီပင်လယ် / Kappale Painlaal
- Arracão — ရခိုင်ပြည်နယ် / Rakhine
- Arracão, Estado do — ရခိုင်ပြည်နယ် / Rakhine
- Ava — အင်းဝမြို့ / ရတနာပူရ / Inwa
- Baixa Birmânia — အောက်မြန်မာပြည် / Aoutmyanmarpyi
- Bengala, Golfo de — ဘင်္ဂလားပင်လယ်အော် / Bhain G Larr Painlaalaaw
- Cachim — ကချင်ပြည်နယ် / Kachin
- Caréni — ကရင်နီပြည်နယ် / Karenni
- Caim — ကညီကီၢ်ဆဲၣ် / Kayin
- Chim — ချင်းပြည်နယ် / Chin
- Cocangue — ကိုးကန့် / Kokang
- Coco, Ilhas — ကိုကိုးကျွန် / Kokoe Kyawan
- Irauádi — ဧရာဝတီမြစ် / Ayeyarwady
- Irauádi, Região de — ဧရာဝတီမြစ် / Ayeyarwady
- Maguai — မကွေးမြို့ / Magway
- Maguai, Região de — မကွေးတိုင်းဒေသကြီး / Magway
- Malásia, Península da — မလေး ကျွန်းဆွယ် / Mlayy Kyawannswal
- Mandalai — မန္တလေး / Mandalay
- Mandalai, Região de — မန္တလေးတိုင်းဒေသကြီး / Mandalay
- Martabão — မုတ္ထမမြို့ / Mottama
- Martabão, Golfo de — မုတ္တမပင်လယ်ကွေ့ / Mottama Painlaalkwae
- Mecom, Rio — မဲခေါင်မြစ် / Mellhkaungmyit
- Mom — မွန်ပြည်နယ် / Mwan
- Negrais, Cabo — မော်တင်စွန်းအငူ / Matwin Zun
- Nepiedó — နေပြည်တော်  / Nay Pyi Taw
- Nepiedó, Território da União de — နေပြည်တော် ပြည်ထောင်စုနယ်မြေ / Naypyitawk Pyihtaunghcu Naalmyaytwayko
- Pa Laungue — ပလောင် / Pa Laung
- Pegu — ပဲခူးမြို့ / Bago
- Rangum — ရန်ကုန်  / Yangon
- Sagaingue — စစ်ကိုင်းတိုင်းဒေသကြီး / Sagaing
- Sirião — သန်လျင်မြို့ / Thanlyin
- Tenasserim — တနင်္သာရီမြို့ / Tanintharyi
- Tenasserim, Montes — တနင်္သာရီ တောင်တန်း / Tnain Sar Re Taungtaann
- Xã — ရှမ်းပြည်နယ် / Shan

## Micronésia
Micronesia
- Paliquir — Palikir

## Moldávia
Moldova
- Bessarábia — Basarabia
- Danúbio — Dunărea
- Dniestre, Rio — Nistru
- Gagaúzia — Gagauz-Yeri (gagauz), Găgăuzia (moldávio)
- Quixinau — Chișinău
- Tiráspol — Tiraspol
- Transdniéstria — Transnistria

## Mónaco
Monaco
- Mónaco-Cidade — Monaco-Ville

## Mongólia
Монгол Улс / Mongol Uls
- Ulã Bator — Улаанбаатар / Ulaanbaatar

## Monserrate
Montserrat

## Montenegro
Црна Гора / Crna Gora
Podgoritsa — Подгорица / Podgorica

## Namíbia
Namibia (inglês/alemão/africâner)
- Vinduque — Windhoek (inglês/africâner); Windhuk (alemão)

## Nauru
- Iarém — Yaren (inglês/nauruano)

## Nepal
नेपाल / Nepāla
- Catmandu — काठमाण्डौं / Kathmandu

## Ilha do Natal
Christmas Island

## Nicarágua
Nicaragua
- Manágua — Managua

## Níger
Niger
- Niamei — Niamey

## Nigéria
Nigeria (inglês); Nijeriya (haúça); Nàìjíríà (iorubá); Naìjíríyà (ibo); Niiseriya (fula)

## Ilha de Norfolque
Norfolk Island (inglês); Norf'k Ailen (norfolquino)

## Noruega
Norge (norueguês bokmål); Noreg (norueguês nynorsk)
- Agder Ocidental — Vest-Agder
- Agder Oriental — Aust-Agder
- Esvalbarda — Svalbard
- Finamarca — Finnmark
- Nordlanda — Nordland

## Nova Caledónia
Nouvelle-Calédonie
- Numeá — Nouméa

## Nova Zelândia
New Zealand (inglês); Aotearoa (maóri)
- Nova Plymouth — New Plymouth

## Omã
عُمان / ‘Umān
- Caçapo/Cassapo — خصب / Ḫaṣab
- Mascate — مسقط / Masqaṭ

## Ossétia do Sul
Хуссар Ирыстон / Xussar Iryston (osseta); Южная Осетия / Yuzhnaya Osetiya; სამხრეთი ოსეთი / Samkhreti Oseti (georgiano)
- Cequinval — Цхинвал / Tskhinval (osseta); Цхинвали / Tskhinvali (russo); ცხინვალი / Tskhinvali (georgiano)

## Países Baixos
Nederland
- ABC, Ilhas - ABC-eilanden
- Amelândia - Ameland
- Amesterdão / Amsterdã (Brasil) - Amsterdam
- Baixo Reno - Nederrijn
- Batávia - Betuwe
- Beatriz, Canal de - Beatrixkanaal
- Brabante do Norte - Noord-Brabant
- Caraíbas Neerlandesas / Caribe Neerlandês (Brasil) - Nederlandse Caraïben
- Drente - Drenthe
- Escalda, Rio - Schelde
- Escalda Ocidental, Rio - Westerschelde
- Flandres Zelandesa - Zeeuws-Vlaanderen
- Flessingue/Flissinga - Vlissingen
- Flevolândia - Flevoland
- Frísia - Groter-Friesland
- Frísia, Província da - Friesland
- Frísia Ocidental - West-Friesland
- Frísia Oriental - Oost-Friesland
- Frísias, Ilhas - Waddeneilanden
- Frísio, Mar - Waddenzee
- Groninga - Groningen
- Gueldres - Gelre
- Gueldres Prussiana - Pruisisch Gelre
- Guéldria - Gelderland
- Guilhermina, Canal de - Wilhelminakanaal
- Haia - Den Haag
- Harlemo (raro) - Haarlem
- Holanda - Holland
- Holanda do Norte - Noord-Holland
- Holanda do Sul - Zuid-Holland
- Holanda do Sul Meridional - Zuid-Holland Zuid
- Holanda do Sul Ocidental - Zuid-Holland West
- Holanda do Sul Oriental - Zuid-Holland Oost
- Issel, Lago - IJsselmeer
- Issel, Rio - IJssel
- Issel Velho, Rio - Oude IJssel
- Issel Holandês, Rio - Hollandse IJssel
- Juliana, Canal de - Julianakanaal
- Leida - Leiden
- Limburgo - Limburg
- Limburgo Meridional - Zuid-Limburg
- Mar do Norte, Canal do - Noordzeekanaal
- Mastrique - Maastricht
- Midelburgo/Midleburgo - Middelburg
- Mosa, Rio - Maas
- Mosa Velho, Rio - Oude Maas
- Nimega/Nimegue - Nijmegen
- Norte, Mar do - Noordzee
- Novo Mosa - Nieuwe Maas
- Overissel - Overijssel
- Países Baixos Caribenhos - Caribisch Nederland
- Países Baixos do Norte - Noord-Nederland
- Países Baixos do Sul - Zuid-Nederland
- Países Baixos Ocidentais - West-Nederland
- Países Baixos Orientais - Oost-Nederland
- Pequena Bonaire - Klein Bonaire
- Reno, Rio - Rijn
- Reno Curvado - Kromme Rijn
- Reno-Mosa-Escalda, Delta do - Rijn-Maas-Scheldedelta
- Reno, Vale do - Rijndal
- Reno Velho - Oude Rijn
- Rei Guilherme Alexandre, Canal do - Koning Willem-Alexanderkanaal
- Roterdão / Roterdã (Brasil) - Rotterdam
- Santo Eustáquio - Sint Eustatius
- Tilburgo - Tilburg
- Utreque - Utrecht
- Vales, Rio - Waal
- Zelândia - Zeeland

## Palestina
فلسطين / Filastīn
- Naplusa (raro) — نابلس / Nablus
- Ramalá — غزة / Rāmallāh

## Papua-Nova Guiné
Papua-New Guinea (inglês); Papua Niugini (tok pisin/hiri motu)
- Aberta, Baía — Open Bay (inglês)
- Almirantado, Ilhas do — Admiralty Islands (inglês)
- Astrolábio, Baía do — Astrolabe Bay (inglês)
- Bougainville Central — Central Bougainville
- Boungainville do Norte — North Bougainville
- Bougainville do Sul — South Bougainville
- Cabeça de Pássaro, Península da — Bird's Head Peninsula (inglês)
- Cascata, Baía da — Waterfall Bay (inglês)
- Coral, Mar de — Coral Sea (inglês)
- Distrito da Capital Nacional — National Capital District (inglês)
- Duque de Iorque, Ilha do — Duke of York Island (inglês)
- Duque de Iorque, Ilhas do — Duke of York Islands (inglês)
- Engenheiro, Ilhas do — Engineer Islands
- Estrelas, Montanhas das — Star Mountains (inglês)
- Fantasma, Montanha — Ghost Mountain (inglês)
- Golfo — Gulf (inglês)
- Grande Planalto Papua — Great Papuan Plateau (inglês)
- Guilherme, Monte — Mount Wilhelm (inglês)
- Hidrógrafos, Cordilheira dos — Hydrographers Range (inglês)
- Ilhas, Região das — Islands Region (inglês)
- Imperador, Cordilheira do — Emperor Range (inglês)
- Imperatriz Augusta, Baía da — Empress Augusta Bay (inglês)
- Larga, Baía — Wide Bay (inglês)
- Longa, Ilha — Long Island (inglês)
- Luisíadas, Arquipélago das — Louisiade Archipelago (inglês)
- Milne, Baía de — Milne Bay (inglês)
- Norte, Província do — Northern Province (inglês)
- Nova Bretanha — New Britain (inglês); Niu Briten (tok pisin)
- Nova Bretanha Ocidental — West New Britain (inglês)
- Nova Bretanha Oriental — East New Britain (inglês)
- Nova Geórgia, Estreito da — New Georgia Sound (inglês)
- Nova Guiné — New Guinea (inglês); Niugini (tok pisin)
- Nova Hanôver — New Hannover Island (inglês)
- Nova Irlanda — New Ireland (inglês); Niu Ailan (tok pisin)
- Nova Irlanda, Província da — New Ireland Province (inglês)
- Nublada, Baía — Cloudy Bay (inglês)
- Obstrução, Ilhas da — Obstruction Islands (inglês)
- Ocidentais, Ilhas — Western Islands (inglês)
- Ocidental, Província — Western Province (inglês)
- Oriental, Ilha — East Island (inglês)
- Papua, Península — Papuan Peninsula (inglês)
- Porto Moresby — Port Moresby (inglês); Pot Mosbi (tok pisin/hiri motu)
- Príncipe Alexandre, Montanhas do — Prince Alexander Mountains (inglês)
- Salomão, Arquipélago das Ilhas — Somolon Islands
- Salomão, Mar de — Solomon Sea (inglês)
- Salomão do Norte, Ilhas — North Solomon Islands
- São Jorge, Canal de — St. George's Channel (inglês)
- São Jorge, Cabo de — Cape St. George
- São Matias, Ilhas de — St. Matthias Islands (inglês)
- Santo André, Estreito de — St. Andrew Strait (inglês)
- Santo André, Ilhas de — St. Andrew Islands (inglês)
- Sepik Oriental — East Sepik (inglês)
- Sudeste, Cabo — Cape Sudest (inglês)
- Terras Altas, Região das — Highlands Region (inglês)
- Terras Altas do Sul — Southern Highlands (inglês)
- Terras Altas Ocidentais — Western Highlands (inglês)
- Terras Altas Orientais — Eastern Highlands (inglês)
- Verdes, Ilhas — Green Islands (inglês)
- Vítor Emanuel, Cordilheira — Victor Emanuel Range (inglês)
- Vitória, Monte — Mount Victoria (inglês)

## Paquistão
Pakistan (inglês); پاکستان / Pākistān (urdu)
- Islamabade — Islamabad (inglês); اسلام‌اباد / Islāmabād  (urdu)

## Paraguai
Paraguay (castelhano); Paraguái (guarani)
- Assunção — Asunción (castelhano)
- Cidade do Leste — Ciudad del Este

## Peru
Perú
- Aimarás — Aymaraes
- Amazónia / Amazônia (Brasil) — Amazonia
- Assunção — Asunción
- Castela — Castilla
- Conceição — Concepción
- Convenção — La Convención
- Condor, Cordilheira do — Cordillera del Cóndor
- Cordilheira Branca — Cordillera Blanca
- Cordilheira Ocidental — Cordillera Occidental
- Cusco — Cuzco
- Dois de Maio — Dos de Mayo
- Guaiaquil, Golfo de — Golfo de Guayaquil
- Içá / Putumaio, Rio — Río Putumayo
- Javari, Rio — Río Yavarí
- Juruá, Rio — Río Yuruá
- Liberdade — La Libertad
- Madre de Deus — Madre de Dios
- Mar — La Mar
- Nasca — Nazca
- Porto Inca — Puerto Inca
- Porto Maldonado — Puerto Maldonado
- Purus, Rio — Río Purús
- Putumaio, Província de — Provincia de Putumayo
- São Marcos — San Marcos
- São Martinho — San Martín
- São Miguel — San Miguel
- São Paulo — San Pablo
- São Romão — San Román
- São Tomé — Santo Tomás
- São Vicente de Cañete — San Vicente de Cañete
- Santo António de Putina / Santo Antônio de Putina (Brasil) — San Antonio de Putina
- Santo Inácio — San Ignacio
- União, Província da — Provincia de La Unión
- União — La Unión
- Vale Sagrado dos Incas — Valle Sagrade de los Incas
- Xaém — Jaén

## Polinésia Francesa
Polynésie française

## Polónia
Polska
- Alta Lusácia - Łużyce Górne
- Alta Silésia - Górny Śląsk
- Báltico, Mar - Morze Bałtyckie
- Baixa Lusácia - Łużyce Dolne
- Baixa Silésia - Dolny Śląsk
- Breslávia/Vratislávia - Wrocław
- Cárpatos - Karpaty
- Cárpatos Ocidentais - Karpaty Zachodnie
- Cassúbia - Kaszuby
- Cracóvia - Kraków
- Cujávia - Kujawy
- Cujávia-Pomerânia - Województwo kujawsko-pomorskie
- Eslavínia - Slavia
- Eslovíncia - Słowińsczé
- Eslovíncia, Costa - Słowińsczé Ùbrzeżé
- Estetino - Szczecin
- Estetino, Lagoa de - Zalew Szczeciński
- Galícia - Galicja
- Gdansk - Gdańsk
- Grande Polónia - Wielkopolska
- Lituânia Menor/Lituânia Prussiana - Litwa Mniejsza/Litwa Pruska
- Lubúsquia - Lubusz
- Lusácia - Łužyca
- Maciço Boémio - Masyw Czeski
- Masúria - Mazury
- Mazóvia - Mazowsze
- Média Pomerânia - Pomorze Środkowe
- Neisse, Rio - Nysa Łużycka
- Neman, Rio - Niemen
- Nova Marca - Nowa Marchia
- Nova Prússia Oriental - Prusy Nowowschodnie
- Óder, Rio - Odra
- Pequena Polónia - Małopolska
- Podláquia - Podlasie
- Podláquia Meridional - Podlasie Południowe
- Polésia - Polesie
- Polésia Ocidental - Zachodnie Polesie
- Pomerânia - Pomorze
- Pomerânia Ocidental - Pomorze Zachodnie
- Pomerânia Oriental/Pomerânia de Dânzigue - Pomorze Wschodnie/Pomorze Gdańskie
- Pomerélia - Pomorze Gdańskie
- Pomesânia - Pomezania
- Posnânia - Poznań
- Prússia - Prusy
- Prússia Meridional - Prusy Południowe
- Prússia Ocidental - Prusy Zachodnie
- Prússia Oriental - Prusy Wschodnie
- Prússia Real - Prusy Królewskie
- Ruténia - Ruś
- Ruténia Vermelha - Ruś Czerwona
- Santa Cruz - Świętokrzyskie
- Silésia - Śląsk
- Silésia Checa - Śląsk Cieszyński
- Subcarpácia - Podkarpacie
- Subcarpácia Ocidental - Podkarpacie Zachodnie
- Subcarpácia Oriental - Podkarpacie Wschodnie
- Subcarpácia Setentrional - Podkarpacie Północne
- Sudetos/Sudetas - Sudety
- Sudóvia - Jaćwież
- Tatra, Montanhas - Tatry
- Varsóvia - Warszawa
- Vármia - Warmia
- Vármia-Masúria - Województwo warmińsko-mazurskie
- Varta, Rio- Warta
- Vístula, Rio - Wisła

## Porto Rico
Puerto Rico (castelhano/inglês)
- São Germano — San Germán
- São João — San Juan
- São Lourenço — San Lorenzo
- São Sebastião — San Sebastián

## Quénia
Kenya (inglês/suaíli)
- Nairóbi — Nairobi

## Quirguistão
Кыргызстан / Kyrgyzstan (quirguiz); Киргизия / Kirgizija (russo)
- Bisqueque — Бишкéк / Bishkek
- Fergana, Vale de — Фергана өрөөнү / Ferğana öröönü
- Sir Dária, Rio — Сыр-Дарыя / Sır-Darıya

## Quiribáti
Kiribati (inglês/gilbertês)
- Espórades Equatoriais / Ilhas da Linha — Line Islands / Equatorial Islands (inglês) / Teraina (gilbertês)
- Fénix / Fênix (Brasil), Ilhas — Phoenix Islands (inglês) / Rawaki (gilbertês)
- Natal, Ilha do — Christmas Island/Kiritimati (inglês) / Kiritimati (gilbertês)
- Taraua — Tarawa (inglês/gilbertês)
- Taraua do Sul — South Tarawa (inglês) / Tarawa Teinainano (gilbertês)

## Reino Unido
United Kingdom
- Belfaste — Belfast
- Cantuária — Canterbury
- Cárdife — Cardiff
- Cornualha/Cornuália — Cornwall
- Cúmbria — Cumbria
- Edimburgo — Edinburgh (inglês), Dùn Èideann (gaélico escocês)
- Escócia — Scotland
- Fronteiras Escocesas — Scottish Borders
- Gales, País de — Wales
- Grande Londres — Greater London
- Hébridas Exteriores — Outer Hebrides
- Inglaterra — England
- Irlanda do Norte — Northern Ireland
- Iorque (Brasil) — York[nota 10]
- Leste de Inglaterra — East of England
- Londres — London
- Midlands Ocidental — West Midlands
- Nordeste de Inglaterra — North East England
- Noroeste de Inglaterra — North West England
- Nortúmbria — Northumberland
- Nórvico (raro) — Norwich
- Órcades — Orkney
- Plimude — Plymouth
- Sudeste de Inglaterra — Southeast England
- Sudoeste de Inglaterra — Southwest England
- Terras Altas — Highlands
- Terras Médias Ocidentais — West Midlands
- Terras Médias Orientais — East Midlands

## Roménia
România
- Alba Júlia — Alba Iulia
- Bucareste — Bucureşti
- Buscareste-Ilfov — Bucureşti-Ilfov
- Bucóvina — Bucovina
- Cárpatos — Carpaţi
- Cárpatos Meridionais/Alpes Transilvanos — Carpații Meridionali
- Cárpatos Ocidentais Romenos — Carpații Occidentali Românești
- Cárpatos Orientais — Carpații Orientali
- Centro — Centru
- Constança — Constanţa
- Danúbio, Rio — Dunărea
- Dobruja — Dobrogea
- Dobruja Meridional — Dobrogea de Nord
- Dobruja Setentrional — Dobrogea de Sud/Cadrilater
- Mar Negro — Marea Neagră
- Moldávia — Moldova
- Munténia/Muntênia/Valáquia Superior — Muntenia
- Nordeste — Nord-Est
- Noroeste — Nord-Vest
- Oeste — Vest
- Olténia/Oltênia/Pequena Valáquia — Oltenia
- Olténia do Sudoeste — Sud-Vest Oltenia
- Planície da Panónia/Panônia — Bazinul Panonic
- Portas de Ferro — Porțile de Fier
- São Jorge — Sfântu Gheorghe
- Sudeste — Sud-Est
- Sul-Munténia — Sud-Muntenia
- Transilvânia — Transilvania/Ardeal
- Valáquia — Valahia

## Ruanda
Rwanda (francês/inglês/quiniaruanda)
- Quigali — Kigali

## Rússia
Россия / Rossiya
- Abacã - Абака́н / Abakan
- Adiguésia - Адыгея / Adygeya
- Aga Buriácia - Ага Бурятия / Aga Buryatiya
- Alânia - Алания / Alaniya
- Alexandra, Terra de - Земля Александры / Zemlya Aleksandry
- Alexandre, Ilhas - Острова Александра / ostrova Aleksandra
- Almirante Kuznetsov, Estreito do - Пролив Адмирала Кузнецова / Proliv Admirala Kuznetsova
- Arcangel - Архáнгельск / Arkhangelsk
- Ártico, Cabo - Мыс Арктический / Mys Arkticheskiy
- Astracã - Астрахань / Astrakhan
- Baical, Lago - О́зеро Байка́л / Ozera Baykal
- Baical, Montanhas - Байкальский хребет / Bajkaljskij hrebet
- Baixa Novogárdia - Нижний Новгород / Nijniy Novgorod
- Balcária - Балка́рия / Balkariya
- Báltico, Mar - Балтийское море / Baltiyskoye More
- Bascortostão - Башкортоста́н / Bashkortostan
- Bolchevique, Ilha - о́стров Большеви́к / óstrov Bol'shevík
- Bósforo Oriental - Босфор Восточный / Bosfor Vostotchny
- Branco, Mar - Белое море / Béloye móre
- Mar Branco–Mar Báltico, Canal - Беломорско-Балтийский канал / Belomorsko-Baltíyskiy kanal
- Buriácia - Буря́тия / Buryatiya
- Cabárdia - Кабарда / Kabardia
- Cabárdia-Balcária - Кабарди́но-Балка́рия / Kabardino-Balkariya
- Cacássia - Хака́сия / Khakásiya
- Calininegrado / Kaliningrado (Brasil) - Калининград / Kaliningrad
- Calininegrado, Região Económica de - Калининградский экономический район / Kaliningradskij èkonomičeskij rajon
- Calmúquia - Калмыкия / Kalmykiya
- Camecháteca - Камча́тка / Kamtchátka
- Camecháteca, Rio - Камча́тка / Kamtchátka
- Carachai, Lago - Карача́й / Karachay
- Carachai-Circássia - Карача́ево-Черке́сия / Karacháevo-Cherkésiya
- Carélia - Карелия / Karelija
- Carlos-Alexandre, Ilha - Остров Карла-Александра / Zemlya Karla-Alexandra
- Cáspio, Mar - Каспи́йское мо́ре / Kaspiyskoye more
- Cáucaso - Кавказ / Kavkaz
- Cáucaso do Norte, Distrito Federal do - Северо-Кавказский федеральный округ / Severo-Kavkazskiy federal'nyy okrug
- Cazã - Казань / Kazan
- Centro, Região Económica do - Центра́льный экономи́ческий райо́н / Centralny ekonomichesky rayon
- Chechénia / Chechênia (Brasil) - Чечня́ / Tchetchniá
- Chuváchia - Чува́шия / Chuvashiya
- Ciscaucásia - Се́верный Кавка́з / Sévernyy Kavkáz
- Cola, Península de - Кольский полуостров / Kol'skij poluostrov
- Comandante, Ilhas - Командо́рские острова́ / Komandorskiye ostrova
- Crasnodar - Краснода́р / Krasnodar
- Crimeia - Крым / Krym
- Cubã, Rio - Куба́нь / Kuban
- Curilas Ilhas - Кури́льские острова́ / Kurilskiye ostrova
- Curlândia, Istmo da - Ку́ршская коса́ / Kurshskaya kosa
- Curlândia, Lagoa da - Куршский залив / Kurshskiy zaliv
- Daguestão - Дагеста́н / Dagestan
- Dânzigue, Baía de - Гданьская бухта / Gdan'skaja bukhta
- Diomedes, Ilhas - острова Диомида / ostrová Diomída
- Dniepre, Rio - Днепр / Dnepr
- Duína, Baía do - Двинская губа / Dvinskaya Guba
- Duína do Norte, Rio - Се́верная Двина́ / Sévernaya Dviná
- Duína Ocidental, Rio - Западная Двина́ / Zapadnaya Dvina
- Ecaterimburgo - Eкатеринбург / Yekaterinburg
- Esmolensco - Смоленск / Smolensk
- Estalinegrado / Stalingrado (Brasil) - Сталингра́д / Stalingrád
- Extremo Oriente, Região Económica do - Дальневосто́чный экономи́ческий райо́н / Dalnevostochny ekonomicheski raion
- Extremo Oriente Russo - Дальний Восток России / Dal'niy Vostok Rossii
- Finlândia, Golfo da - Финский залив / Finskiy zaliv
- Grózni - Гро́зный / Grozny
- Guida, Península de - Гыда́нский полуостров / Gydánskiy poluostrov
- Iacútia - Якутия / Yakutiya
- Iamal, Península de - полуо́стров Яма́л / poluóstrov Yamál
- Iamália -  Ямало / Yamalo
- Iamália-Nenéstia - Яма́ло-Не́нецк / Yamalo-Nenetsk
- Iaroslávia - Ярослáвль / Yaroslavl
- Ienissei, Golfo do - Енисейский залив / Yeniseyskiy zaliv
- Ienissei, Rio - Енисе́й / Yeniséy
- Íngria - Ингрия / Ingriya
- Inguchétia - Ингуше́тия / Ingushetiya
- Instituto Ártico, Ilhas do - Острова Арктического института / Ostrova Arkticheskogo Instituta
- Japão, Mar do - Японское море / Yaponskoye more
- Jorge, Terra de - Земля Георга / Zemlya Georga
- Judaico, Distrito Autónomo - Евре́йская автоно́мная о́бласть / Yevreyskaya avtonomnaya oblast
- Ládoga, Lago - Ладожское озеро / Ladozhskoye Ozero
- Lapónia / Lapônia (Brasil) - Лапландия / Laplandiya
- Leningrado - Ленинград / Leningrad
- Leste Siberiano, Região Económica do - Восточно-Сибирский экономический район / Vostochno-Sibirski ekonomícheski raión
- Litoral, Território do - Primorsky krai
- Manchúria - Маньчжурия / Man'chzhuriya
- Manchúria Exterior - Приаму́рье / Priamurye
- Mordóvia - Мордо́вия / Mordoviya
- Moscovo / Moscou (Brasil) - Москва / Moskva
- Moscovo / Moscou (Brasil), Rio - Москва-река / Moskva-reka
- Negro, Mar - Чёрное мо́рe / Chornoye móre
- Nenétsia - Ненецк / Nenetsk
- Noroeste, Região Económica do - Се́веро-За́падный экономи́ческий райо́н / Severo-Zapadny ekonomicheski raion
- Norte, Região Económica do - Се́верный экономи́ческий райо́н / Severny ekonomicheski raion
- Norte do Cáucaso, Região Económica do - Се́веро-Кавка́зский экономи́ческий райо́н / Severo-Kavkazski ekonomicheski raion
- Nova Rússia - Новоро́ссия / Novorossiya
- Nova Sibéria - Новая Сибирь / Novaya Sibir
- Nova Sibéria, Ilhas da - Новосиби́рские острова / Novosibirskiye Ostrova
- Nova Zembla - Нoвая Зeмля / Nóvaya Zémlya
- Novogárdia Magna - Великий Нóвгород / Veliky Novgorod
- Oeste Siberiano, Região Económica do - За́падно-Сиби́рский экономи́ческий райо́н / Zapadno-Sibirsky ekonomichesky rayon
- Onega, Golfo de - Онежская губа / Onezhskaya guba
- Onega, Lago - Онежское озеро / Onezhskoe ozero
- Onega, Península de - Онежский полуостров / Onezhskiy poluostrov
- Pereslávia - Переславль / Pereslavl
- Oremburgo - Оренбург / Orenburg
- Ossétia do Norte - Severnaya Osetiya
- Ossétia do Norte-Alânia - Осетия-Алания / Osetiya-Alaniya
- Pedro o Grande, Golfo de - Залив Петра Великого / Zaliv Petra Velikogo
- Pérmia - Пермь / Perm
- Pescóvia - Псков / Pskov
- Petrogrado - Петроград / Petrograd
- Praça Vermelha - Красная площадь / Krasnaya ploshchad
- Prególia, Rio - Преголя / Pregolya
- Querche, Estreito de - Керченский пролив / Kerchenskiy proliv
- Revolução de Outubro, Ilha da - остров Октябрьской Революции / ostrov Oktiabr'skoi Revoliutsii
- Rodolfo, Ilha - Остров Рудольфа / Ostrov Rudol'fa
- Rostóvia - Ростов / Rostov
- Rostov do Don - Ростов-на-Дону / Rostov-na-Donu
- Rússia Europeia - Европейская часть России / Yevropeyskaya chast' Rossii
- Sacalina - Сахалин / Sakhalin
- Sacalina, Golfo de - Сахалинский залив / Sakhalinskiy zaliv
- São Petersburgo - Санкт-Петербу́р / Sankt-Peterburg
- Sevéria - Северщина / Séverschina
- Sibéria - Сиби́рь / Sibír'
- Siberiano Oriental, Mar - Восто́чно-Сиби́рское / Vostochno-Sibirskoye more
- Sóchi - Со́чи / Sochi
- Solidão, Ilha da - Остров Уединения / Ostrov Uyedineniya
- Susdália - Суздаль / Suzdal
- Tartária - Татарии / Tatarii
- Tartaristão - Татарстан / Tatarstan
- Tartária, Estreito da - Татарский пролив / Tatarskiy proliv
- Terra de Francisco José - Земля Франца-Иосифа / Zemlya Frantsa Iosifa
- Terra do Norte - Се́верная Земля́ / Severnaya Zemlya
- Terra Negra, Região Económica Central da - Центра́льно-Чернозёмный экономи́ческий райо́н / Tsentralno-Chernozyomny ekonomicheski raion)
- Transcáspia - Закаспія / Zakaspíya
- Tuéria - Тверь / Tver
- Udmúrtia - Удму́ртия / Udmurtiya
- Urais, Montes - Ура́льские го́ры / Uralskiye gory
- Urais, Região Económica dos - Ура́льский экономи́ческий райо́н / Uralsky ekonomichesky rayon
- Ust-Orda Buriácia - Усть-Орды́ Буря́тия / Ust-Orda Buryatiya
- Viburgo - Вы́борг / Vyborg
- Vitória, Ilha - Остров Виктория / Ostrov Viktoriya
- Vístula, Cordão do - Балтийская коса / Baltiyskaya kosa
- Vladimir-Susdália / Volodimíria-Susdália, Principado de - Владимиро-Су́здальское кня́жество / Vladimiro-Suzdal'skoye knyazhestvo
- Vladivostoque - Владивосто́к / Vladivostok
- Volga, Região Económica do - Пово́лжский экономи́ческий райо́н / Povolzhsky ekonomichesky rayon
- Volgogrado - Волгоград / Volgográd
- Wrangel, Ilha de - Остров Врангеля / Ostrov Vrangelya

## República Árabe Saariana Democrática / Saara Ocidental
الجمهورية العربية الصحراوية الديمقراطية‎ Al-Jumhūrīyyah / Al-`Arabīyyah Aṣ-Ṣaḥrāwīyyah Ad-Dīmuqrāṭīyyah (árabe); República Árabe Saharaui Democrática (castelhano); الصحراء الغربية / Aṣ-Ṣaḥrā’ al-Gharbīyah (árabe); Sahara Occidental (castelhano)
- El Aiune — لعيون / Laʕyūn (árabe); Leɛyun (berber); El Aaiún (castelhano)
- Tifaríti — تيفاريتي‎ / Tifariti (árabe); Tifariti (berber)

## Ilhas Salomão
Solomon Islands (inglês); Solomon Aelan (neosalomónico)
- Nova Geórgia — New Georgia
- Nova Geórgia, Estreito de — New Georgia Sound
- Nova Geórgia, Ilhas da — New Georgia Islands
- Recife, Ilhas do — Reef Islands
- Recifes Indispensáveis — Indispensable Reefs
- Província Central — Central Province
- Província Ocidental — Western Province
- Salomão do Norte, Ilhas — North Solomon Islands
- São Jorge, Ilha de — San Jorge Island

## Salvador
El Salvador
- Liberdade — La Libertad
- Paz — La Paz
- São Marcos — San Marcos
- São Miguel — San Miguel
- São Miguel da Fronteira — San Miguel de la Frontera
- São Salvador — San Salvador
- São Salvador, Departamento de — Departamento de San Salvador
- São Vicente — San Vicente
- União — La Unión

## Samoa Americana
American Samoa (inglês) / Amerika Samoa (samoano)
- Ocidental, Distrito — Western District (inglês)
- Oriental, Distrito — Eastern District (inglês)

## Santa Helena, Ascensão e Tristão da Cunha
Saint Helena, Ascension and Tristan da Cunha
- Ascensão, Ilha de — Ascension Island
- Edimburgo dos Sete Mares — Edinburgh of the Seven Seas
- Gonçalo Álvares, Ilha de — Gough Island
- Inacessível, Ilha — Inaccessible Island
- Meio, Ilha do — Middle Island
- Rainha Maria, Pico da — Queen Mary's Peak
- Rouxinol, Ilha — Nightingale Island
- Rouxinol, Ilhas — Nightingale Islands
- Santa Helena — Saint Helena
- Tristão da Cunha — Tristan da Cunha

## Santa Lúcia
Saint Lucia
- Santa Lúcia, Canal de — Saint Lucia Channel

## São Bartolomeu
Saint-Barthélemy
- Gustávia — Gustavia

## São Cristóvão e Neves
Saint Kitts (Christopher) and Nevis
- Neves — Nevis
- São Cristóvão — Saint Kitts/Saint Christopher

## São Marinho
San Marino
- São Marinho, Cidade de — Città di San Marino

## São Martinho
Saint-Martin (francês); Sint Maarten (neerlandês)

## São Pedro e Miquelão
Saint-Pierre-et-Miquelon
- Cavalos, Ilha dos — Île aux Chevaux
- Grandes Bancos da Terra Nova — Grands Bancs de Terre-Neuve
- Grande Miquelão — Grande Miquelon
- Marinheiros, Ilha dos — Île-aux-Marins
- Miquelão — Miquelon
- Miquelão-Langlade — Miquelon-Langlade
- São Lourenço, Golfo de — Golfe du Saint-Laurent
- São Pedro — Saint-Pierre
- São Pedro, Ilha de — Île Saint-Pierre
- Fortuna, Baía da — Baie Fortune

## São Vicente e Granadinas
Saint Vincent and the Grenadines

## Seicheles
Sesel (crioulo seichelense); Seychelles (francês/inglês)
- Vitória — Victoria

## Senegal
Sénégal
- Cabo Verde — Cap-Vert
- Casamansa — Casamance
- Casamansa, Rio — Casamanse
- Dacar — Dakar
- Gâmbia, Rio — Gambie
- Goreia — Gorée
- Grande Costa — Grande-Côte
- Pequena Costa — Petite-Côte
- São Luís — Saint-Louis
- Senegal, Rio — Sénégal

## Serra Leoa
Sierra Leone (inglês)

## Sérvia
Србија / Srbija
- Alpes Dináricos — Динарске планине / Dinarske planine
- Balcãs — Балканско полуострво / Balkansko poluostrvo, Балкан / Balkan
- Banato — Банат / Banat
- Banato do Norte — Севернобанат / Severnobanat
- Banato do Sul — Јужнобанат / Južnobanat
- Banato Central — Средњобанат / Srednjobanat
- Belgrado — Београд / Beograd
- Cosovo — Косово / Kosovo
- Cosovo, Campo do — Косово Поље / Kosovo Polje
- Cosovo do Norte — Северно Косово / Severno Kosovo
- Cosovo e Metóquia — Косово и Метохиja / Kosovo i Metohija
- Danúbio, Rio — Дунав / Dunav
- Dardânia — Дарданија / Dardanija
- Metóquia — Метохиja / Metohija
- Morava do Sul — Južnomoravska
- Nova Belgrado — Нови Београд / Novi Beograd
- Panónia / Panônia (Brasil) — Панонија / Panonija
- Pristina — Приштина / Priština
- Ráscia — Рашка / Raška
- Sanjaco — Санџак / Sandžak
- Semêndria — Смедерево / Smederevo
- Sérvia Central — Централна Србија / Centralna Srbija
- Sérvia do Sul e Oriental — Јужна и источна Србија / Južna i istočna Srbija
- Sírmia — Срем / Srem
- Šumadija e Sérvia Ocidental — Шумадија и западна Србија / Šumadija i zapadna Srbija
- Voivodina — Војводина / Vojvodina

## Síria
سورية / Suriyah
- Damasco — دمشق / Dimashq

## Somália
Soomaaliya (somaliano); الصومال / aş-Şūmāl (árabe)
- Mogadíscio/Mogadixo — Muqdisho (somaliano); مقديشو / Maqadīshū (árabe)

## Somalilândia
Somaliland (somaliano); صوماليلاند‎ / Ṣūmālīlānd

## Sri Lanca
இலங்கை / Sri Lankā (tâmil); ශ්‍රී ලංකාව / Sri Lankā (cingalês)
- Columbo — கொழும்பு / Colombo (tâmil); කොළඹ / Colombo (cingalês)
- Sri Jaiavardenapura-Cota — ஶ்ரீ ஜெயவர்த்தனபுரம் கோட்டை / Sri Jayawardenepura Kotte (tâmil); ශ්‍රී ජයවර්ධනපුර කෝට්ටේ / Sri Jayawardenepura Kotte (cingalês)

## Sudão
السودان / As-Sudan (árabe); Sudan (inglês)
- Cartum — الخرطوم / al-Khartûm (árabe); Khartoum (inglês)

## Sudão do Sul
South Sudan

## Suécia
Sverige
- Alanda, Mar de - Ålands hav
- Alpes Escandinavos - Skanderna
- Alta Norlândia - Övre Norrland
- Alvsburgo - Älvsborg
- Argermano, Rio - Ångermanälven
- Angermânia - Ångermanland
- Báltico, Mar - Östersjön/Baltiska havet/Baltiska sjön
- Blecíngia - Blekinge
- Bótnia, Baía de - Bottenviken
- Bótnia, Golfo de - Bottniska viken
- Bótnia, Mar de - Bottenhavet
- Bótnia Ocidental - Västerbotten
- Bótnia Setentrional - Norrbotten
- Cálix, Rio - Kalixälven
- Calmar - Kalmar
- Calmar, Estreito de - Kalmarsund
- Calota nórdica - Nordkalotten
- Categate - Kattegatt
- Clar, Rio - Klarälven
- Costa Alta - Höga kusten
- Costa Oeste - Västkusten
- Cronoberga - Kronoberg
- Dalecárlia - Dalarna
- Dalslândia - Dalsland
- Dalslândia, Canal da - Dalslands kanal
- Edsberga - Edsberg
- Encopinga - Enköping
- Engelsberga - Ängelsberg
- Escagerraque - Skagerrak
- Escandinava, Península - Skandinaviska halvön
- Escandinávia - Skandinavien
- Escânia - Skåne
- Esmolândia/Esmalândia - Småland
- Esmolândia e Ilhas/Esmalândia e Ilhas - Småland med öarna
- Estocolmo - Stockholm
- Estocolmo, Arquipélago de - Stockholms skärgård
- Estregnésia - Strängnäs
- Falcopinga - Falköping
- Fino-Escandinávia/Fenoscândia - Fennoskandien
- Gestrícia - Gästrikland
- Gevália/Gebília - Gävle
- Gevália/Gebília, Rio da - Gavleån/Gävleån
- Gota, Canal de - Göta kanal
- Gota, Rio - Göta älv
- Gotalândia - Götaland
- Gotalândia Ocidental - Västergötland
- Gotalândia Ocidental, Planície da - Västgötaslätten
- Gotalândia Oriental - Östergötland
- Gotalândia Oriental, Planície da - Östgötaslätten
- Gotemburgo - Göteborg
- Gotemburgo, Arquipélago de - Göteborgs skärgård
- Gotemburgo, Grande Canal de - Stora Hamnkanalen
- Gotlândia - Gotland
- Grande Lago - Storsjön
- Grande Lago (Gestrícia) - Storsjön
- Halândia - Halland
- Halmostádio - Halmstad
- Helsimburgo - Helsingborg
- Helsíngia - Hälsingland
- Hano, Baía de - Hanöbukten
- Herdália - Härjedalen
- Hernosândia - Härnösand
- Hielmar, Lago - Hjälmaren
- Ionecopinga - Jönköping
- Jemtlândia - Jämtland
- Lapónia / Lapônia (Brasil) - Lappland
- Lidecopinga - Lidköping
- Lincopinga - Linköping
- Lindesberga - Lindesberg
- Lula (Suécia)- Luleå
- Malar, Lago - Mälaren
- Malar, Vale do - Mälardalen
- Malmo - Malmö
- Medelpádia - Medelpad
- Meridional, Arquipélago - Södra Skärgården
- Morrum, Rio de - Mörrumsån
- Negro, Rio (Esmolândia) - Svartån
- Negro, Rio (Nerícia) - Svartån
- Nerícia - Närke
- Nicopinga - Nyköping
- Norcopinga - Norrköping
- Norlândia - Norrland
- Norlândia Central - Mellersta Norrland
- Norlândia Ocidental - Västernorrland
- Norte, Arquipélago do - Norra skärgården
- Norte, Mar do - Nordsjön
- Norte, Rio do - Nordre älv
- Olândia - Öland
- Pita (Suécia) - Piteå
- Planalto meridional da Suécia - Sydsvenska höglandet
- Quiruna - Kiruna
- Reino do Vidro - Glasriket
- Ringo, Lago - Ringsjön
- Save, Rio - Säveån
- Sudermânia - Södermanland/Sörmland (forma abreviada)
- Suécia Centro-Este - Östra Mellansverige
- Suécia Centro-Norte - Norra Mellansverige
- Suécia do Norte - Norra Sverige
- Suécia do Sul - Södra Sverige
- Suécia-Oeste - Västsverige
- Suécia Oriental - Östra Sverige
- Suécia-Sul - Sydsverige
- Sul, Arquipélago do - Södra skärgården
- Sundsvália - Sundsvall
- Suealândia - Svealand
- Terra da Escânia - Skåneland
- Treleburgo - Trelleborg
- Uma (Suécia) - Umeå
- Uplândia - Uppland
- Upsália - Uppsala
- Varmlândia - Värmland
- Vener, Lago - Vänern
- Venersburgo - Vänersborg
- Vestmânia - Västmanland
- Veter, Lago - Vättern

## Suíça
Schweiz (alemão); Suisse (francês); Svizzera (italiano); Svizra (romanche)
- Appenzell Exterior — Appenzell Ausserhoden (alemão)
- Appenzell Interior — Appenzell Innerhoden (alemão)
- Argóvia — Aargau (alemão)
- Basileia — Basel (alemão), Bâle (francês), Basilea (italiano)
- Basileia-Cidade — Basel-Stadt (alemão)
- Basileia-Campo — Basel-Landschaft (alemão)
- Berna — Bern (alemão), Berne (francês), Berna (italiano/romanche)
- Friburgo — Freiburg (alemão), Fribourg (francês)
- Genebra — Genf (alemão), Genève (francês)
- Glarona — Glarus (alemão)
- Grisões — Graubünden (alemão), Grischun (romanche), Grigioni (italiano)
- Lucerna — Luzern (alemão)
- São Galo — Sankt Gallen (alemão)
- Soleura — Solothurn (alemão)
- Turgóvia — Thurgau (alemão)
- Valais — Wallis (alemão)
- Zugo — Zug (alemão)
- Zurique — Zürich (alemão), Zurich (francês)

## Tailândia
ประเทศไทย / Prathet Thai
- Andamão, Mar de — ทะเลอันดามัน / Thale Xandaman
- Banguecoque / Bancoque/Bangcoc (Brasil) — กรุงเทพมหานคร / Krung Thep Maha Nakhon
- Banguecogue, Baía de  / Bancoque/Bangcoc, Baía de (Brasil) — อ่าวกรุงเทพ / Ao Krung Thep
- Central, Região — ภาคกลาง / Phakh Klang
- China Meridional, Mar da — ทะเลจีนใต้ / Thale Chin Tai
- Indochina — อินโดจีน / Xindochin
- Mecom, Rio — แม่น้ำโขง / Mae Nam Khong
- Nordeste, Região — อีสาน / Isan
- Norte, Região — ภาคเหนือ / Phakh Henux
- Sião — สยาม / Sayam
- Sul, Região — ภาคใต้ / Phakh Ti
- Tailândia, Golfo da — อ่าว / Ao Thai
- Triângulo Dourado — สามเหลี่ยมทองคำ / Samliam Thong Kham

## Taiuã (República da China)
臺灣/台灣 (中華民國) / Táiwan (Zhōnghuá Mínguó)
- Taipé — 臺北 / Táiběi

## Tajiquistão
Тоҷикистон / Tojikistan
- Duchambé — Душанбе / Dushanbe

## Tanzânia[nota 11]
Tanzania (inglês/suaíli)

## Terras Austrais e Antárticas Francesas
Terras Australes e Antarctiques Françaises (francês)
- Acessível, Baía - Baie Accessible
- Além, Vale do - Vallée de l'Au-delà
- Alta, Ilha - Île Haute
- Amarelo, Lago - Lac Jaune
- Americana, Baía - Baie Américaine
- Amesterdão, Ilha / Amesterdã, Ilha (Brasil) - Île Amsterdam
- Apóstolos, Ilhéus dos - Îlots des Apôtres
- Aquário, Ilhéu do - Îlot du Verseau
- Arco, Rochedo do - Rocher de l'Arche
- Balança, Ilha da - Île de la Balance
- Baleeiros, Golfo dos - Golfe des Baleiniers
- Baleia, Ilha da - Île de la Baleine
- Bassas da Índia - Bassas da India
- Bigorna - L'Enclume
- Bota, Lago da - Lac de la Botte
- Bretã, Baía - Baie Bretonne
- Bretão, Ilhéu - Îlot Breton
- Brunilda, Lago - Lac Brunehilde
- Cabo Geologia, Arquipélago do - Archipel de Pointe-Géologie
- Camelo, Ilha do - Île du Chameau
- Capricórnio, Ilha do - Île du Capricorne
- Caranguejo, Ilhéu do - Île du Cancer
- Carneiro, Ilha do - Île du Bélier
- Castelo, Ilha do - Île du Château
- Castelo, Ribeira do - Rivière du Château
- Cemitério, Ilha do - Île du Cimitière
- Cinzento, Rochedo - Rocher Gris
- Cogumelos, Ilhéu dos - Îlot des Champignons
- Cristal, Lago de - Lac de Cristal
- Cruzeiro do Sul, Lago do - Lac de la Croix du Sud
- Deceção, Lago da - Lac de la Déception
- Dedo de Santa Ana - Doigt de Sainte-Anne
- Dente, Ilhéu do - Îlot de la Dent
- Desembarque, Rochedo do - Rocher du Débarquement
- Desolação, Baía da - Baie de la Désolation
- Diabo, Vulcão do - Volcan du Diable
- Dois Ilhéus, Lago dos - Lac des Deux Îlots
- Dupla, Ilha - Île Double
- Encontro, Ilhéu do - Îlot du Rendez-Vous
- Escorpião, Ilha do - Île du Scorpion
- Esparsas, Ilhas - Îles Éparses
- Eufrosina, Lago - Lac Euphrosine
- Fendido, Rochedo - Rocher Fendu
- Fetos, Lago dos - Lac des Fougères
- Florença, Ilha de - Île Florence
- Focas, Ilha das - Île aux Phoques
- Furado, Rochedo - Rocher Percé
- Gato, Ilha do - Île du Chat
- Gémeos - Les Jumeaux
- Gloriosas, Ilhas - Îles Glorieuses
- Governador, Ilha do - Île du Gouverneur
- Grande Agulha - Grande Aiguille
- Grande Gloriosa, Ilha - Île Grande Glorieuse
- Grande Ilha - Grande Île
- Grande Terra - Grande Terre
- Hidrógrafos, Ilhéu dos - Îlot des Hydrographes
- Impasse, Lago do - Lac de l'Impasse]]
- Imperador, Ilha do - Île de l'Empereur
- Inferno, Lago do - Lac d'Enfer
- Isolda, Lago - Lac Yseult
- Joana d'Arc, Península - Presqu'île Jeanne d'Arc
- Joana d'Arc, Porto - Port Jeanne d'Arc
- João da Nova, Ilha de - Île Juan de Nova
- Julieta, Ilha - Île Juliette
- Lago, Istmo do - Isthme du Lac
- Lancelote, Lago - Lac Lancelot
- Leão, Ilha do - Île du Lion
- Leste, Ilha do - Île de l'Est
- Leste, Ribeira do - Rivière de l'Est
- Londres, Baía de - Baie de Londres
- Longa, Ilha - Île Longue
- Marégrafo, Ilhéu do - Île du Marégraphe
- Má Sorte, Lago da - Lac de la Malchance
- Mercúrio, Lago - Lac Mercure
- Mexilhões, Ilha dos - Île aux Moules
- Miragens, Ilha das - Île des Mirages
- Mistério, Ilha do - Île du Mystère
- Nascente, Lago da - Lac de la Source
- Navegador, Ilha do - Île du Navigateur
- Nebulosas, Ilhas - Îles Nuageuses
- Negra, Ilha - Île Noire
- Negro, Lago - Lac Noir
- Norte, Ilha do - Île du Nord
- Norte, Rochedo - Rocher Nord
- Norueguesa, Baía - Baie Norvégienne
- Obelisco - L'Obélisque
- Observatório, Baía do - Baie de l'Observatoire
- Oeste, Ilha do - Île de l'Ouest
- Palhaço - Le Clown
- Pássaro, Baía do - Baie de l'Oiseau
- Pedra - Le Caillou
- Peixes, Ilhas dos - Îles des Poissons
- Pequena Agulha - Petite Aiguille
- Pequena Ilha - Petite Île
- Perdido, Lago - Lac Perdu
- Petréis, Ilha dos - Île des Pétrels
- Pinguins, Ilha dos - Île des Pingouins
- Pinguins, Ilha dos - Île des Manchots
- Pinguins, Monte dos - Mont des Manchots
- Porcos, Ilha dos - Île aux Cochons
- Porto, Ilha do - Île du Port
- Porto dos Franceses - Port-aux-Français
- Possessão, Ilha da - Île de la Possession
- Príncipe de Gales, Península do - Presqu'île du Prince de Galles
- Príncipe do Mónaco, Ilhas do - Îles du Prince-de-Monaco
- Redonda, Ilha - Île Ronde
- Regresso, Ilha do - Île du Retour
- Reserva, Lago da - Lac de la Réserve
- Resgatados, Ilha dos - Île des Rescapés
- Rochas Verdes - Roches Vertes
- Rochosa, Baía - Baie Rocheuse
- Romeu, Ilhéu - Îlot Roméo
- Sagitário, Ilha do - Île du Sagittaire
- Salmões, Lago dos - Lac des Saumons
- São Paulo, Ilha de - Île Saint Paul
- Saturno, Lago - Lac Saturne
- Seixos, Ribeira dos - Rivière des Galets
- Sela, Ilhéu da - Îlot de la Selle
- Selvagem, Baía - Baie Sauvage
- Sentinela Perdida - La Sentinelle Perdue
- Sentinelas do Diabo - Les Sentinelles du Diable
- Sociedade de Geografia, Maciço da - Massif de la Société de Géographie
- Sociedade de Geografia, Península - Presqu'île de la Société de Géographie
- Solitário, Ilhéu - Îlot Solitaire
- Superior, Lago - Lac Supérieur
- Sul, Rochedo - Rocher Sud
- Tália, Lago - Lac Thalie
- Terra Adélia - Terre Adélie
- Torpedeiro - Le Torpilleur
- Torreão - Le Donjon
- Touro, Ilha do - Île du Taureau
- Três Cantões, Lago dos - Lac des Trois Cantons
- Três Glaciares, Lago dos - Lac des Trois Glaciers
- Três Lagos - Trois Lacs
- Tristão, Ilha - Île Tristan
- Tristão, Lago - Lac Tristan
- Trutas, Lago das - Lac des Truites
- Vale Morto, Lago do - Lac du Val Mort
- Vendeana, Lago da - Lac de la Vendéenne
- Verde, Ilha - Île Verte
- Violeta, Ilha - Île Violette
- Virgem, Ilha da - Île de la Vierge

## Toquelau
Tokelau (inglês/samoano/toquelauano)

## Tonga
- Nucualofa — Nukuʻalofa

## Transdniéstria
Pridnestrovie (ucraniano/russo); Transnistria (moldávio)
- Tiráspol — Тирасполь / Tiraspol (russo/ucraniano); Tiraspol (moldávio)

## Trindade e Tobago
Trinidad and Tobago
- Bocas do Dragão — Dragon's Mouths
- Caledónia, Ilha / Ilha Caledônia (Brasil) — Caledonia Island
- Colombo, Canal de — Columbus Channel
- Porto de Espanha — Port of Spain
- São Fernando — San Fernando
- Tabago (raro) — Tobago
- Trindade — Trinidad

## Tunísia
تونس / Tūns
- Tunes / Túnis (Brasil) — تونس / Tūns

## Ilhas Turcas e Caicos
Turks and Caicos Islands
- Caicos do Norte — North Caicos
- Caicos do Sul — South Caicos
- Caicos do Meio — Middle Caicos
- Grande Turca — Grand Turk

## Turcomenistão
Türkmenistan
- Asgabade — Aşgabat

## Turquia
Türkiye
- Ancara — Ankara
- Antália — Antalya
- Esmirna — İzmir
- Istambul — İstanbul

## Ucrânia
Україна / Ukraiina
- Balaclava — Балаклава / Balaklava
- Beréstia — Берестейщина / Beresteishtchina
- Bessarábia — Бессарабія / Bessarabia
- Besquides — Бескиди / Beskydy
- Bucovina — Буковина / Bukovyna
- Bug Meridional, Rio — Південний Буг / Pivdennyi Buh
- Bug Ocidental, Rio — Буг, Західний Буг / Buh, Zakhidnyi Buh
- Carcóvia — Ха́рків / Kharkiv
- Carpato-Ucrânia — Карпа́тська Украї́на / Karpatska Ukraiina
- Cárpatos — Карпати / Karpaty
- Chernóbil — Чорнобиль / Tchornobil
- Chilia, Braço de — Кілійське гирло / Kiliiske hyrlo
- Ciscarpátia — Прикарпаття / Prykarpattia
- Crimeia — Крим / Krym
- Crimeia, Montes da — Кримські гори / Krymski hory
- Delta do Danúbio — Дельта Дунаю / Delta Dunaiu
- Dniepre, Rio — Дніпро / Dnipro
- Dniestre, Rio — Дністер / Dnister
- Donets, Bacia do — Донбас / Donbas
- Escudo Ucraniano — Український кристалічний щит / Ukraiinskyi krystalitchnyi shtchyt
- Eupatória — Євпаторія / Ievpatoria
- Galícia — Галичина / Halytchyna
- Galícia-Volínia — Галич-Волинь / Halytch-Volyn
- Grande Ucrânia — Велика Україна / Velyka Ukraiina
- Ialta — Я́лта / Ialta
- Jitomir — Жито́мир / Jytomyr
- Kirovogrado — Кіровоград / Kirovohrad
- Leópolis/Lemberga — Львів / Lviv
- Marmácia — Мармарощина / Marmaroshtchyna
- Monte Mitrídates — Гора Мітридат / Hora Mitrydat
- Negro, Mar — Чорне море / Tchorne More
- Nova Rússia — Новоросія / Novorosia
- Odessa — Оде́са / Odesa
- Pequena Rússia — Малоросія / Malorosia
- Pocútia — Покуття / Pokuttya
- Podólia — Поді́лля / Podillia
- Polésia — Полісся / Polissia
- Pripiate, Rio — Прип’ять / Prypiat
- Querche, Baía de — Керченська бухта / Kertchenska bukhta
- Querche, Península de — Керченський півострів / Kertchenskyi pivostriv
- Querche, Estreito de — Керченська протока / Kertchenska protoka
- Quérson — Херсон / Kherson
- Quieve — Київ / Kyiiv
- Ruténia Vermelha — Червона Русь / Tchervona Rus
- Ruténia Cárpata — Карпацька Русь / Karpatska Rus
- Sebastopol — Севастополь / Sevastopol
- Serpentes, Ilha das — Острів Зміїний / Ostriv Zmiiinyi
- Sevéria — Сіверія / Siveria
- Teodósia — Феодосія / Feodosia
- Transcarpátia — Закарпаття / Zakarpattia
- Ucrânia Central — Центральна Україна / Tsentralna Ukraiina
- Ucrânia da margem direita — Правобережна Україна / Pravoberejna Ukraiina
- Ucrânia da margem esquerda — Лівобережна Україна / Livoberejna Ukraiina
- Ucrânia do Dniepre — Наддніпрянщина / Naddniprianshtchyna
- Ucrânia Livre — Слобідська Україна / Slobidska Ukraiina
- Ucrânia Meridional — Південна Україна / Pivdenna Ukraiina
- Ucrânia Ocidental — Західна Україна / Zakhidna Ukraiina
- Ucrânia Oriental — Східна Україна / Skhidna Ukraiina
- Vinítsia — Вінниця / Vinnytsia
- Volínia — Волинь / Volyn
- Zaporíjia — Запоріжжя / Zaporijjia

## Uganda
- Alberto, Lago — Lake Albert/Ziwa Albert/Albert Nyanza
- Ancolé — Ankole
- Bunhoro — Bunyoro
- Campala — Kampala
- Central, Região — Central Region/Mkoa wa Kati
- Eduardo, Lago — Edward Lake/Ziwa Edward/Edward Nyanza
- Grandes Lagos Africanos — African Great Lakes/Nchi za Maziwa Makuu
- Jorge, Lago — George Lake/Dweru Nyanza
- Leste, Região — Eastern Region/Mkoa wa Mashariki
- Nilo Alberto — Albert Nile/Nile ya Albert
- Nilo Branco — White Nile/Nile nyeupe
- Nilo Ocidental — West Nile/Nile wa Magharibi
- Nilo Vitória — Victoria Nile/Nile ya Victoria
- Norte, Região — Northern Region/Mkoa wa Kaskazini
- Oeste, Região — West Region/Mkoa wa Magharibi
- Toro, Reino de — Tooro Kingdom/Ufalme wa Tooro
- Vitória, Lago — Lake Victoria/Viktoria Nyanza/Ziwa Viktoria/Ziwa Nyanza

## Uruguai
Uruguay
- Montevideu / Montevidéu (Brasil) — Montevideo

## Usbequistão
O‘zbekiston (usbeque) / Узбекистан / Uzbekistan
- Amu Dária — Amudaryo (usbeque), Амударья / Amudar'ya (russo)
- Aral, Mar de — Orol dengizi (usbeque), Аральское море / Aral'skoye more (russo)
- Bucara — Buxoro (usbeque), Бухара / Bukhara (russo)
- Caracalpaquistão — Qaraqalpaqstan (caracalpaque), Qoraqalpog'iston (usbeque), Каракалпакстан / Karakalpakstan (russo)
- Cocanda — Qo‘qon (usbeque), Коканд / Kokand (russo)
- Corásmia — Xorazm (usbeque), Хорезм / Khorezm (russo)
- Quiva — Xiva (usbeque), Хива / Khiva (russo)
- Samarcanda — Samarqand (usbeque), Самарканд / Samarkand (russo)
- Sir Dária — Sirdaryo (usbeque), Сырдарья / Syrdar'ya (russo)
- Sir Dária, Rio — Sirdaryo (usbeque), Сырдарья / Syrdar'ya (russo)
- Surcã Dária — Surxondaryo (usbeque) / Сурхандарье / Surkhandar'ye (russo)
- Tasquente — Toshkent (usbeque), Taskhkent / Ташкент (russo)

## Vanuatu
- Porto Vila — Port Vila

## Vietname / Vietnã (Brasil)
Việt Nam
- Alongues, Baía de — Vịnh Hạ Long
- China Meridional, Mar da — Biển Đông
- Cidade de Ho Chi Minh — Thành phố Hồ Chí Minh
- Cochinchina — Nam Kỳ
- Costa do Centro-Norte — Bắc Trung Bộ
- Costa do Centro-Sul — Duyên hải Nam Trung Bộ
- Delta do Rio Mecom — đồng bằng sông Cửu Long
- Delta do Rio Vermelho — Đồng bằng sông Hồng
- Hanói — Hà Nội
- Indochina — Đông Dương
- Noroeste — Vùng Tây Bắc
- Nordeste — Vùng Đông Bắc
- Saigão / Saigon (Brasil) — Sài Gòn
- Sudeste — Đông Nam Bộ
- Tailândia, Golfo da — Vịnh Thái Lan
- Terras Altas do Centro — Tây Nguyên
- Tonquim — Bắc Kỳ
- Tonquim, Golfo de — Vịnh Bắc Bộ
- Vermelho, Rio — Sông Hồng

## Ilhas Virgens Britânicas
British Virgin Islands
- Virgem Gorda — Virgin Gorda

## Ilhas Virgens dos Estados Unidos
United States Virgin Islands
- Carlota Amália — Charlotte Amalie
- Santa Cruz — Saint Croix
- São João — Saint John
- São Tomás — Saint Thomas

## Wallis e Futuna
Wallis-et-Futuna/Uvea mo Futuna
- Mata Utu — Mata-Utu/Matâ'Utu

## Zâmbia
Zambia
- Cafué[22] — Kafue
- Cafué, Rio[22] — Kafue River
- Central, Província — Central Province
- Lusaca[23] — Lusaka
- Ocidental, Província — Western Province
- Oriental, Província — Eastern Province
- Noroeste, Província de — North-Western Province
- Rodésia do Norte — Northern Rhodesia
- Rodésia e Niassalândia/Niassalanda, Federação da[24][25] — Federation of Rhodesia and Nyasaland
- Sul, Província do — Southern Province
- Vitória, Cataratas/Quedas de — Victoria Falls
- Zambeze[22] — Zambezi/Zambesi
- Zambeze, Rio[22] — Zambezi/Zambesi River

## Zimbábue
Zimbabwe
- Grande Zimbábue — Great Zimbabwe
- Manicalândia — Manicaland
- Matabelelândia — Matabeleland
- Matabelelândia Norte — Matabeleland North
- Matabelelândia Sul — Matabeleland South
- Maxonalândia — Mashonaland
- Maxonalândia Central — Central Mashonaland
- Maxonalândia Leste — Mashonaland East
- Maxonalândia Oeste — Mashonaland West
- Rodésia — Rhodesia
- Rodésia do Sul — Southern Rhodesia
- Salisbúria — Salisbury
- Save, Rio — Sabi River
- Terras Médias — Midlands
- Vitória, Cataratas/Quedas de — Victoria Falls
- Zambeze, Rio[22] — Zambezi/Zambesi